# Steenhouwen

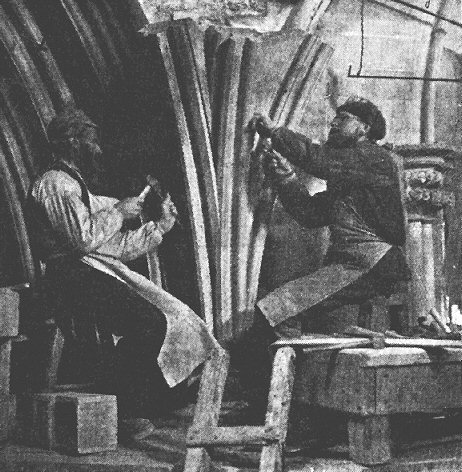
Twee steenhouwers bewerken het aanzetstuk van een spitsboog

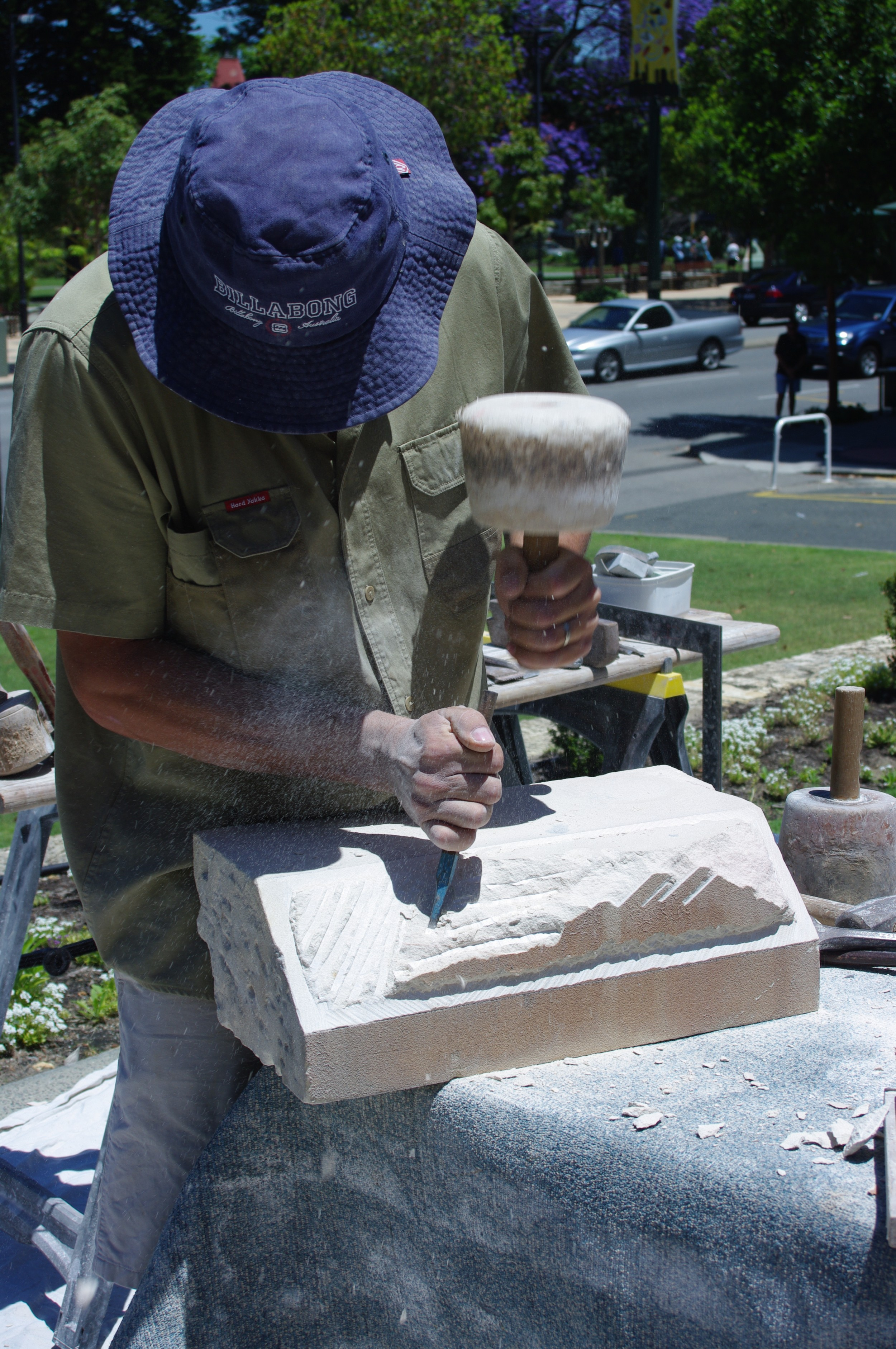
Steenhouwer demonstreert haktechniek

Steenhouwen is een activiteit waarbij met hamer en beitel blokken uit natuursteen gehouwen en bewerkt worden, zodat ze toegepast kunnen worden in stenen constructies en monumentaal metselwerk, zowel bij nieuwbouw als bij restauraties.
De handwerksman die natuursteen met hamer en beitel bewerkt in een steenhouwerij of tijdens restauratiewerkzaamheden, noemt men een steenhouwer. De benaming steenhouwer wordt abusievelijk ook wel voor beeldhouwers gebruikt. Beeldhouwen behoort echter tot de beeldende kunsten, steenhouwen tot de ambachten.

## Geschiedenis

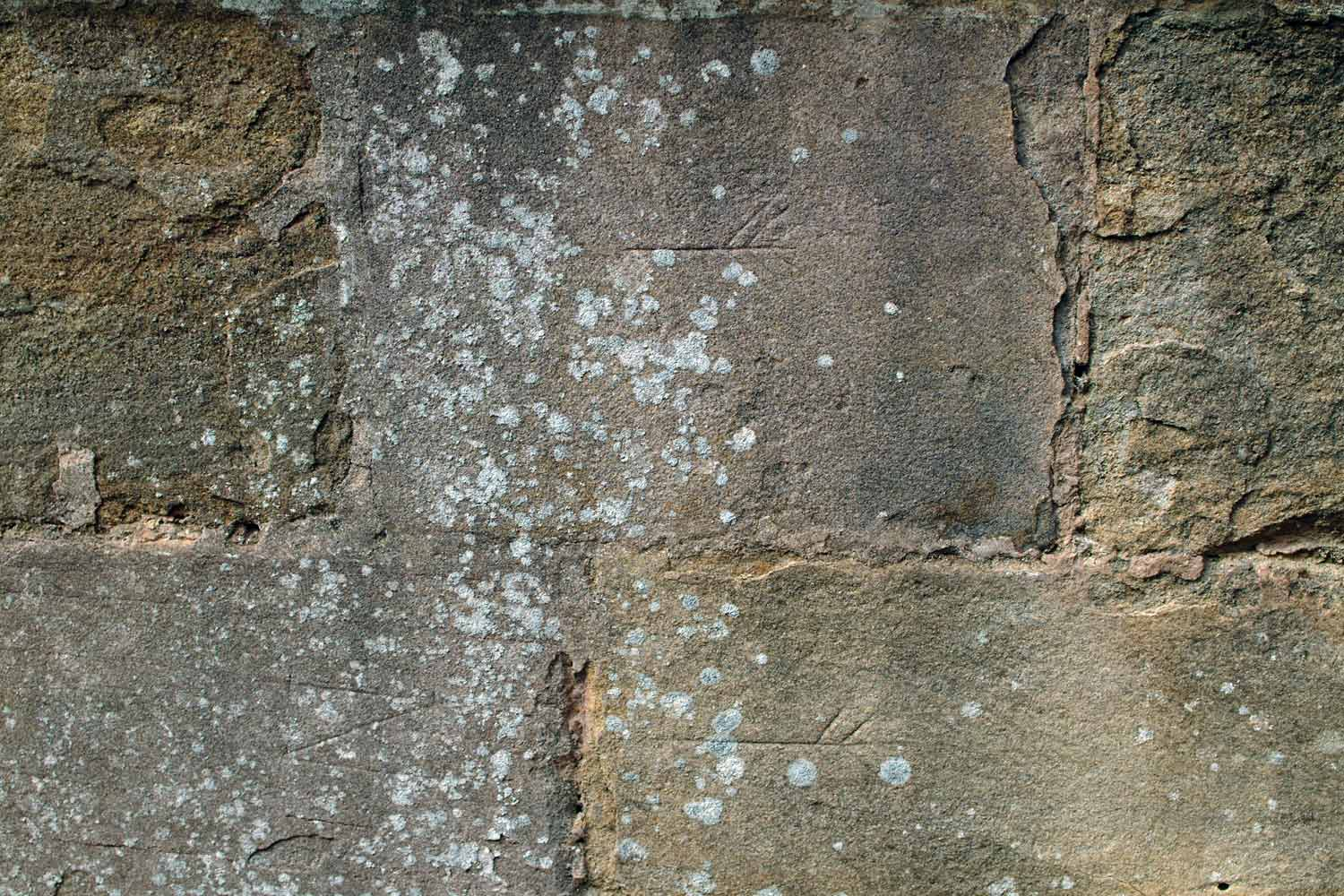
Steenhouwersmerken zichtbaar op een muur van Fountains Abbey in Noord-Yorkshire

De kunst van het houwen in natuursteen bestaat al duizenden jaren. Sinds het begin van de beschaving wordt steen bewerkt voor het bouwen van huizen en andere bouwwerken, monumenten en beeldhouwwerken, in vele verschillende culturen.
In de tijd van de neolithische revolutie leerde de mens het vuur gebruiken om ongebluste kalk, gips en mortels te maken uit kalksteen. Deze werden onder andere gebruikt in de huizenbouw, om steen met elkaar te verbinden tot muren en bouwwerken.
Ook leerde de mens steen te bewerken met stenen werktuigen, die later verdrongen werden door werktuigen van gehard koper, brons, ijzer, staal en recentelijk de moderne hardmetalen legeringen.
In oude beschavingen is van oudsher veelvuldig een beroep gedaan op het vakmanschap van de steenhouwer om grootse gebouwen en monumenten te realiseren. Zo ontstonden met hun hulp in het Oude Egypte de Egyptische piramiden, in Midden-Amerika trappenpiramiden, de paleizen van de Perzen, de Griekse tempels en de Romeinse bouwwerken.
Toen het West-Romeinse Rijk viel, nam ook de toepassing van gehouwen steen in het grootste deel van West-Europa af en kwam er dientengevolge een toename in houtbouw. In de 9e en 10e eeuw maakte de toepassing van gehouwen steen weer een opbloei door in Europa. Vanaf het eind van de 11e eeuw uitte de religieuze bezieling zich in de bouw van duizenden indrukwekkende kerken en kathedralen in heel West-Europa.
Meestal werden steenhouwers die voor een groot project werkten per werkstuk betaald. Om deze werkstukken te identificeren merkte iedere steenhouwer zijn stuk met zijn eigen teken. Aan deze steenhouwersmerken is de historie van een gebouw vaak goed af te lezen, daar er over veel steenhouwersmerken documentatie bestaat. De merken waren ook een middel om de kwaliteitscontrole te vergemakkelijken.
In de middeleeuwen was er veel vraag naar goede steenhouwers en ontstonden binnen het steenhouwersgilde drie rangen: de leerling, de gezel en de meester. De leerling werkte voor de meester als betaling voor zijn opleiding, de gezel werd betaald en had gevorderde vaardigheden. De meester-steenhouwers ten slotte waren de mensen die het vak volledig machtig waren. Niet alleen konden zij alle werken uitvoeren, maar zij beheersten ook diverse aspecten van vormgeving en ontwerpen.
Tijdens de renaissance liet het steenhouwersgilde ook leden toe die geen steenhouwer waren, waardoor het uiteindelijk evolueerde tot het genootschap van de Vrijmetselaars.
In de renaissance, die ontstond in Italië, nam de kwaliteit en het aanzien van het steenhouwerswerk toe, naar het voorbeeld van de klassieke oudheid. De opkomst van de humanistische filosofie leidde tot een grote ambitie om schitterende kunstwerken te maken. Zo werden in Florence bijvoorbeeld grote bouwwerken neergezet zoals de Duomo, de Neptunusfontein en de Biblioteca Medicea Laurenziana, die werd ontworpen door de beroemde beeldhouwer, architect, schilder en steenhouwer Michelangelo.
Voor de 20e eeuw werd bijna al het werk in natuursteen uitgevoerd met behulp van hefbomen, handtakel, spierkracht en paarden. Met de komst van eerst de stoommachine en later de verbrandingsmotor werd het werk van de steenhouwer in de 19e en 20e eeuw vereenvoudigd. Kranen en vorkheftrucks maakten het vervoer van de grote blokken steen veel eenvoudiger en met de komst van elektrisch en pneumatisch gereedschap werd ook het werk van hakken en zagen veel lichter.
Door de opkomst van de industriële diamantgereedschappen zijn vooral de kosten van het zagen, schuren en polijsten van steen enorm verlaagd, vanwege de sterk afgenomen arbeidskosten. Daarbij zijn in dezelfde periode de gesmede beitels van werktuigstaal vervangen door beitels met een ingesoldeerd snijvlak van Widia (wolfraamcarbide).

## Beroemde bouwwerken
Beroemde voorbeelden van gebouwen en monumenten in natuursteen zijn onder andere de Taj Mahal, de Moai-beelden op Paaseiland, de Egyptische piramiden, Angkor Wat in Cambodja, de Borobudur op Java, Tiwanaku, het Iraanse Persepolis, het Parthenon bij Athene, Stonehenge, Station Antwerpen-Centraal en de kathedraal van Chartres.

## Steengroeve

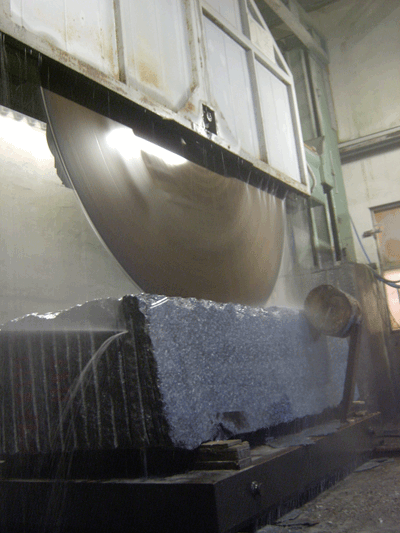
Het zagen van graniet

Het bewerken van natuursteen begint in de steengroeve. Hier wordt de steen uit de wand gekloofd, gezaagd of gebroken, met behulp van onder andere steenzagen als de draadzaag, de steenkettingzaag, diamantzaag, boren, kloofbeitels, en een heel enkele keer met dynamiet, dat echter vaak haarscheuren in de steen achterlaat door de enorme explosieve kracht, waardoor deze methode niet te verkiezen is. Voorbeelden van steensoorten die veel in de Nederlanden zijn toegepast zijn blauwe hardsteen, tufsteen, Bentheimer zandsteen, Balegemse steen (Ledesteen), Gobertange, diverse soorten Franse kalksteen, marmer en graniet. In België worden vele soorten natuursteen gewonnen, maar in Nederland wordt alleen mergel gedolven, die in het verleden vooral als bouwsteen gebruikt is.
Een befaamde marmergroeve is die van Carrara in Italië.

## Zagerij

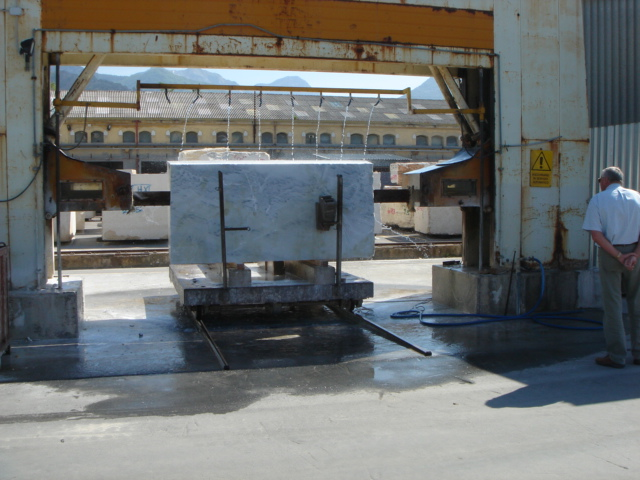
Een schudzaag bewerkt een groot blok marmer

Als het blok steen van de groeve naar de zagerij is getransporteerd, wordt het met steenzagen bewerkt tot blokken of platen van het juiste formaat. De meest gebruikte typen hiervoor zijn de schudzaag of raamzaag en de cirkelzaag met diamantsegmenten. Beide zagen gebruiken water voor de koeling en de afvoer van zaagslib.
De zager sorteert de blokken of platen steen, zoekt het juiste materiaal voor het werkstuk, controleert het op materiaalfouten en afzettingsrichting, en zaagt het blok of de plaat natuursteen nauwkeurig haaks en op maat. Bij ingewikkelde werkstukken tekent hij ook de juiste buitenmaten op het blok en merkt het met richting en nummers. Hij zorgt ervoor dat er zo economisch mogelijk met materiaal wordt omgegaan. Meestal verricht de zager ook andere natte werkzaamheden in de zagerij, zoals schuren, zoeten en polijsten.

## Steenhouwerij
Ook de steenhouwerij beschikt in het algemeen over zaagmachines. Deze worden vooral ingezet om de werkstukken op de juiste buitenmaten te brengen; een werk dat vroeger met kloven en hakken bereikt moest worden. In de steenhouwerij zelf wordt de natuursteen verder bewerkt.
Er is een verschil tussen het natuursteenbedrijf en de steenhouwerij: in de laatste beheerst men ook de verschillende vaardigheden om in steen te hakken (houwen).
Onder de vaardigheden van een ambachtelijk steenhouwer vallen onder andere:
- hakken in steen (frijnen, scharreren, tandijzeren, spitsen, letterhakken, joppen, boucharderen)
- tekeningen en profielmallen maken, lezen en uitvoeren in steen
- stellen van natuursteen
- kennis van de verschillende soorten en kwaliteiten natuursteen en de bewerkingen en toepassingen ervan.

De steenhouwer levert vooral natuursteen voor toepassing in de bouw en grafstenen, en nog enkele andere toepassingen.
Verder omvat het werk van een steenhouwer veel werkzaamheden die ook in andere takken van de natuursteenindustrie voorkomen, zoals zagen, schuren, polijsten.

### Bewerkingen

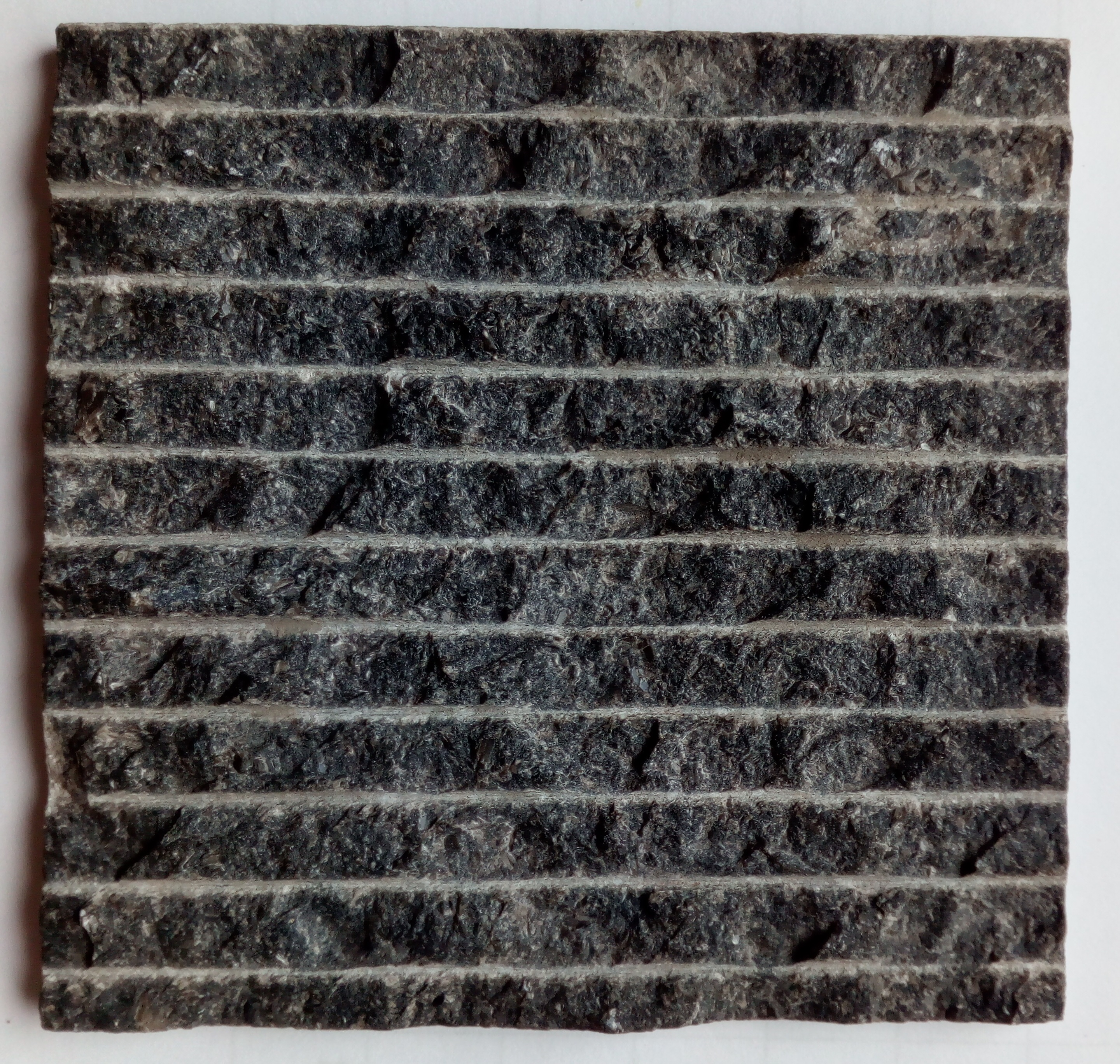
Sclypé

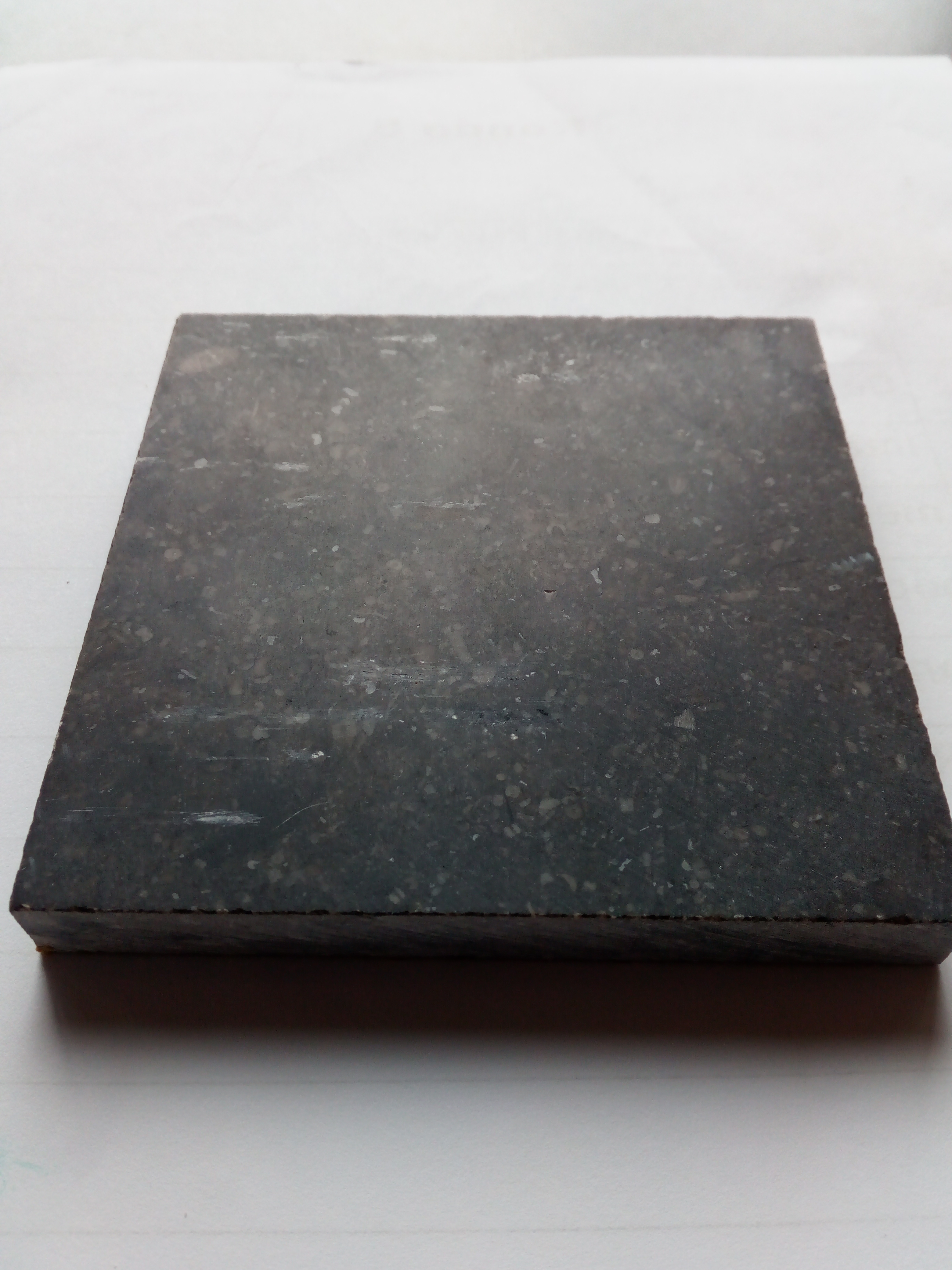
Verzoet

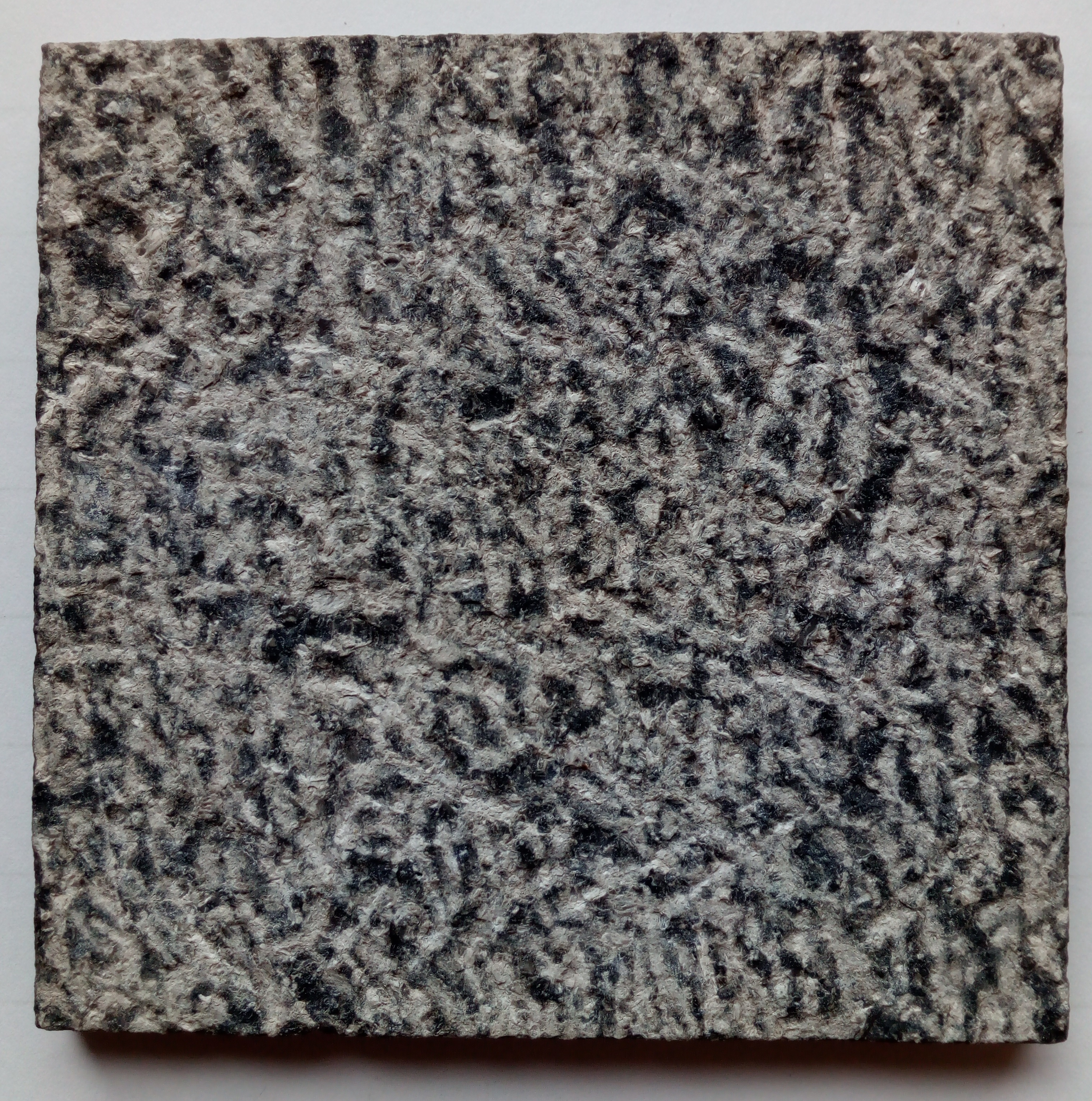
Ijsbloemen

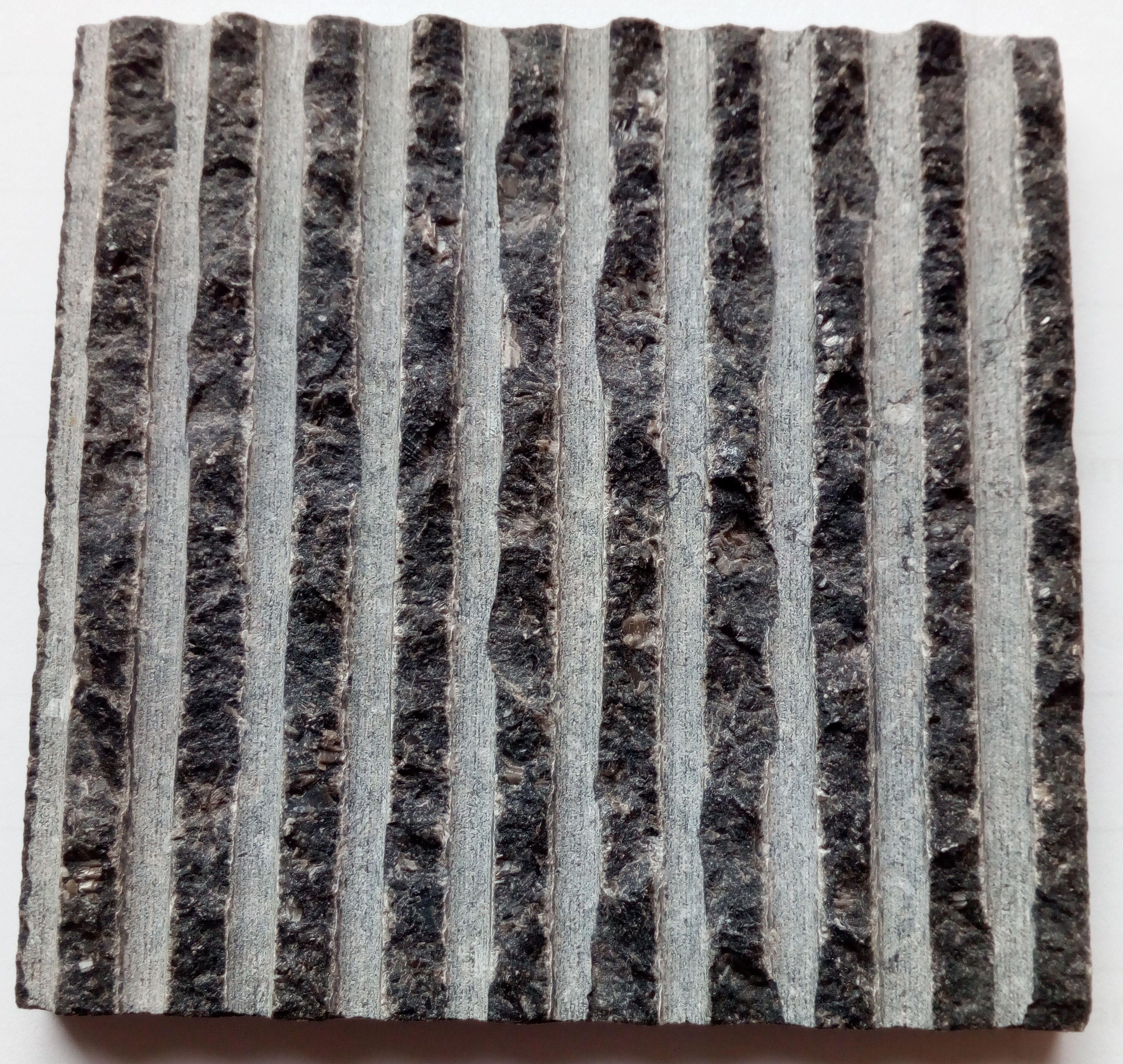
Gegradineerd

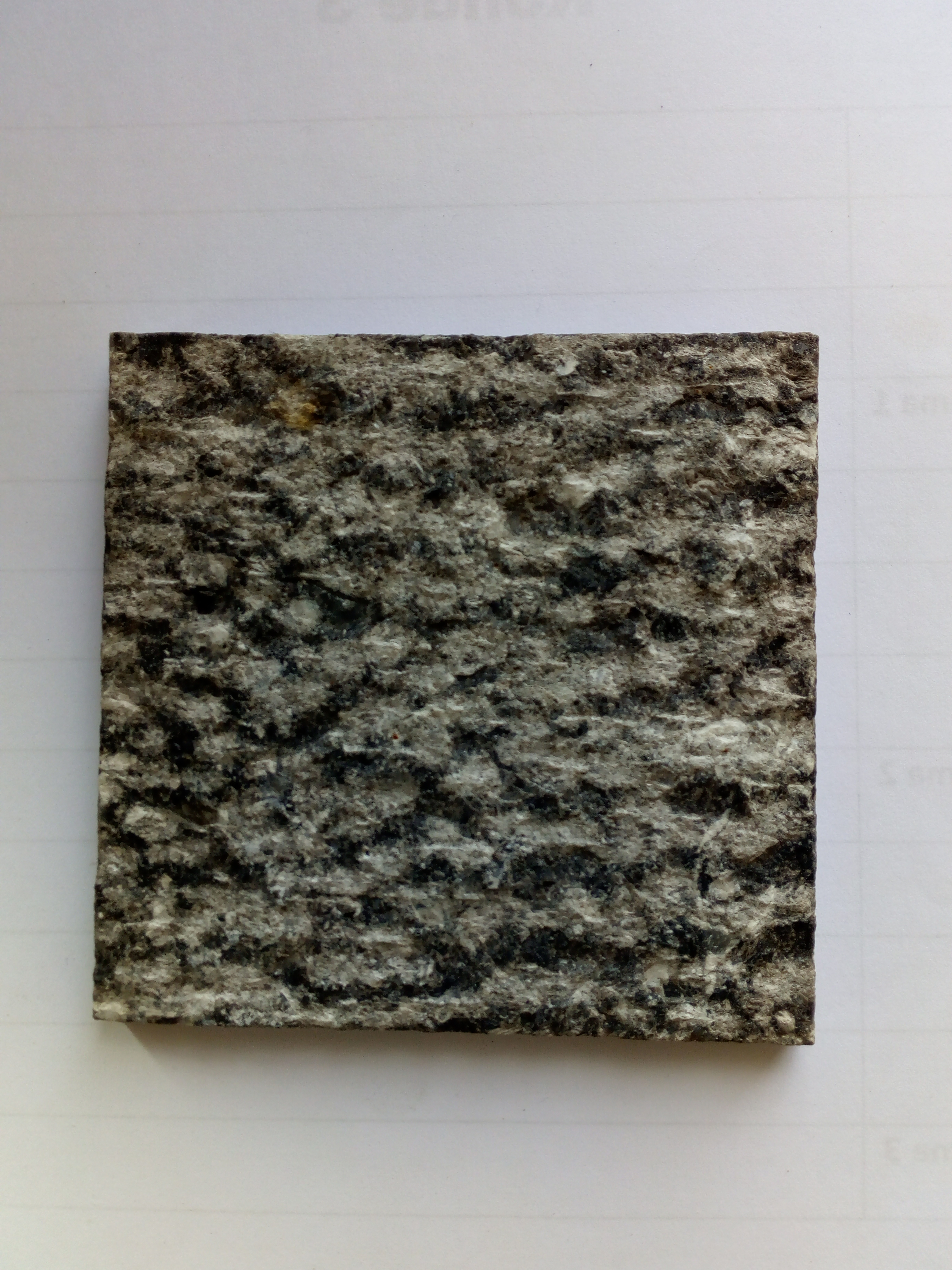
Gebikt

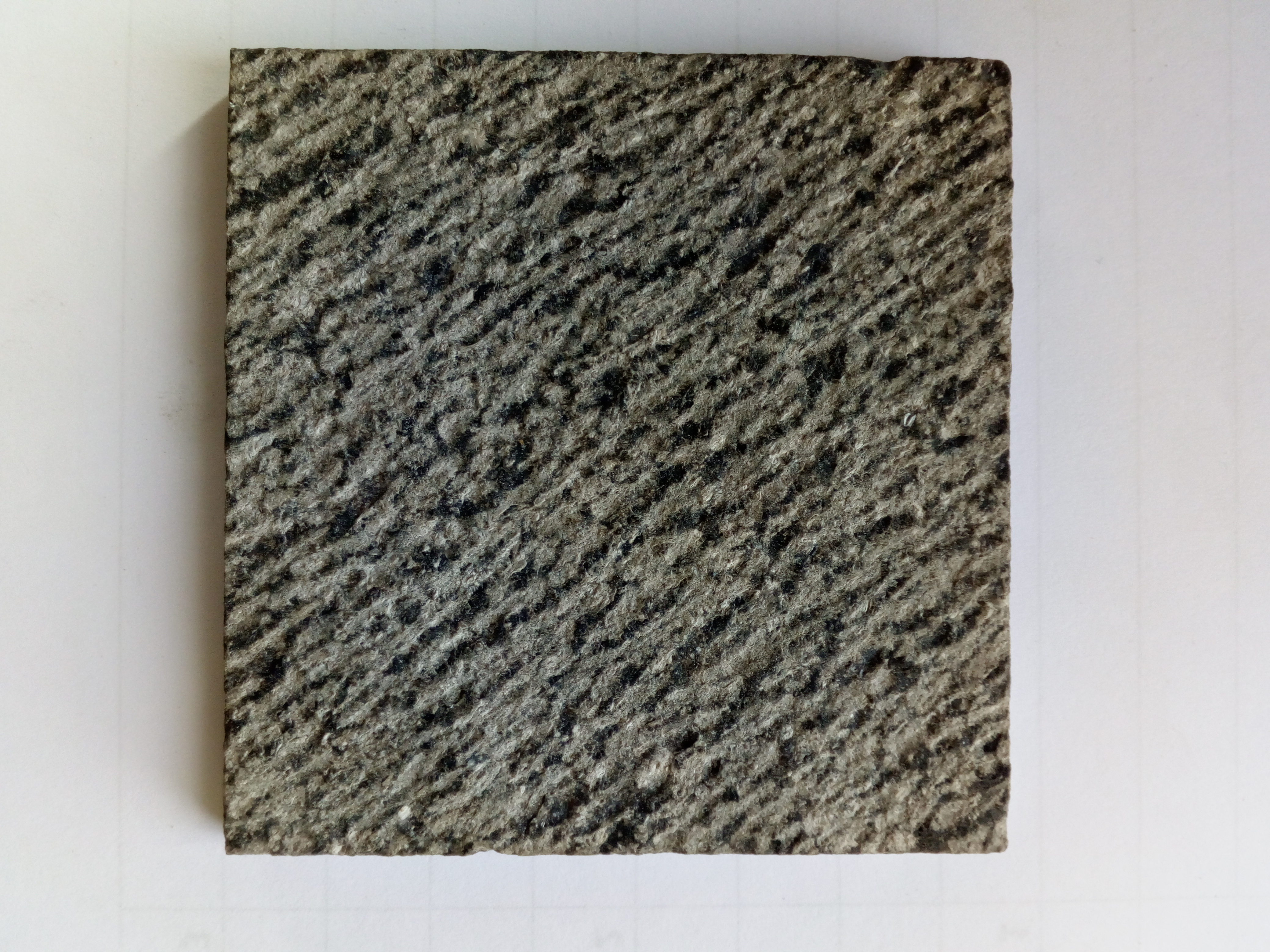
Oude frijnslag

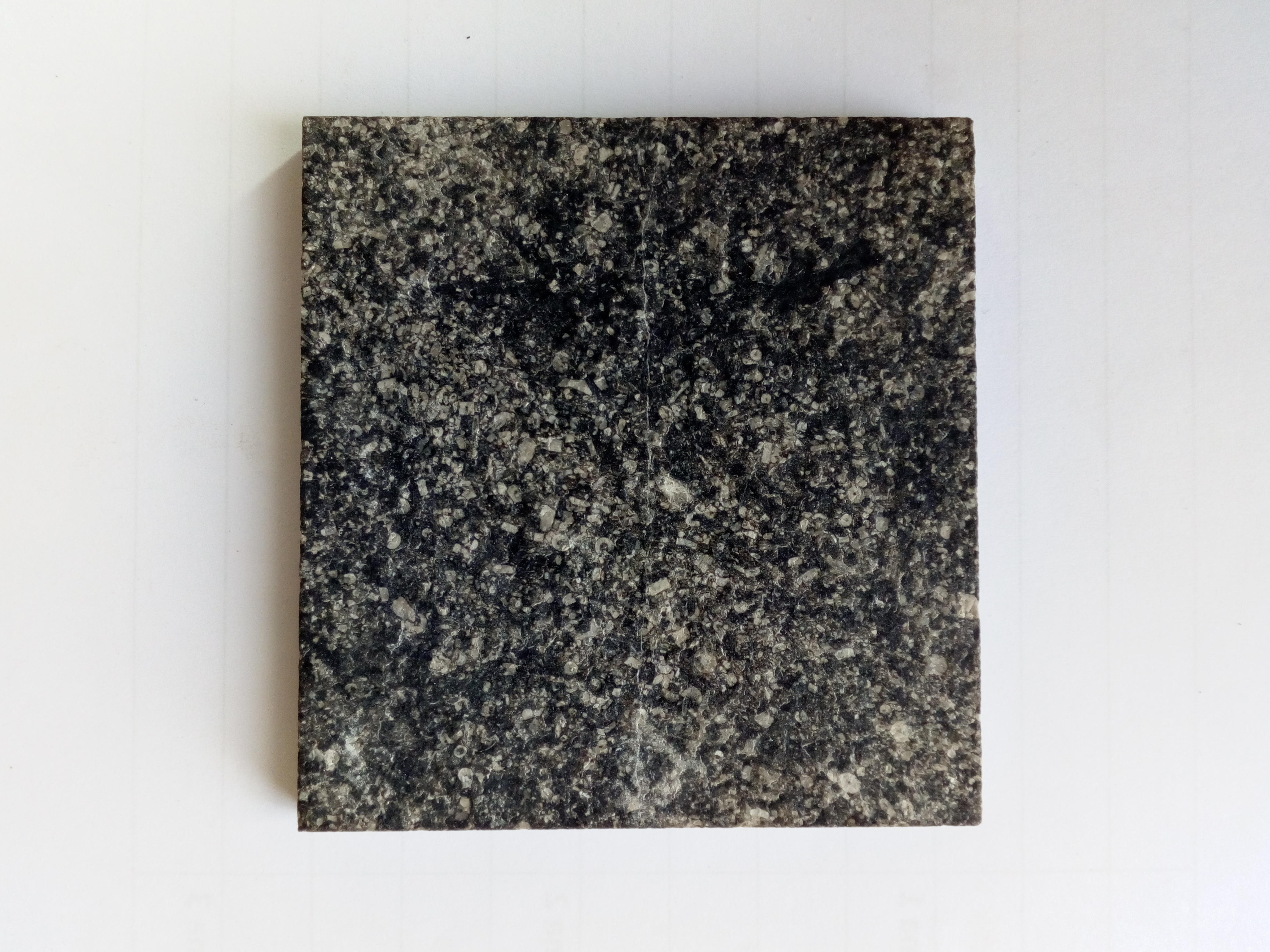
Gevlamd

Bewerkingen van natuursteen van grof naar zeer fijn:
- bruut of rustiek werk, waarbij de gekloofde steen ten ruwste wordt bijgewerkt en zonder verdere bewerking wordt toegepast;
- bossage-afwerking, waarbij het brute werk van een vlak bewerkte rand wordt voorzien;
- spitsen, het bewerken met een spitshamer of met hamer en spitsijzer om een gelijkmatig oppervlak te krijgen;
- grendelen, het nog vlakker maken van het gespitste vlak. In Nederland wordt deze bewerking niet meer toegepast sinds deze verboden is in de steenhouwerswet van 1921, in verband met de overmatige stofontwikkeling en kans op silicose bij deze bewerking;
- Sclype (Sclypé), waarbij lijnen worden geslepen op enige afstand van elkaar en de tussen liggen stukken worden uitgebroken;
- boucharderen, waarbij met een bouchardhamer een min of meer ruw maar gelijkmatig gekorreld oppervlak wordt verkregen;
- gevlamd, door de temperatuurschok na het branden ontstaat een vlak en ruw lijkend breukvlak, gebruikt als antislip-afwerking;
- scharreren, het verwijderen van de gegrendelde of gebouchardeerde laag met scharreerbeitels, soms met de bedoeling om het vlak te schuren of te frijnen;
  - frijnen, waarbij men het gescharreerde oppervlak met klopper en ceseel voorziet van evenwijdige groeven, die grof of fijn kunnen zijn;
    - kathedraalslag, waarbij het frijnen zo wordt uitgevoerd dat vierkantige mazen gevormd worden met loodrecht op elkaar staande frijnslagen;
    - schuine kathedraalslag, waarbij kleine gefrijnde vlakjes een willekeurige stand ten opzichte van elkaar innemen;
    - visgraatslag, waarbij de frijnslagen in visgraatvorm verlopen;
- schuren voor het verkrijgen van een zeer vlak aanzien. Hierbij schuurt men de steen met een hardere, abrasieve steensoort over het gescharreerde oppervlak. Soms gebruikt men carborundum;
- zoeten voor het verkrijgen van een nog gladder oppervlak. Traditioneel werd de steen nageschuurd met een mengsel van half rauwe, half gekookte lijnolie. De kleur van de steen wordt hierdoor donkerder. Tegenwoordig betekent gezoet dat een oppervlak fijn geschuurd is;

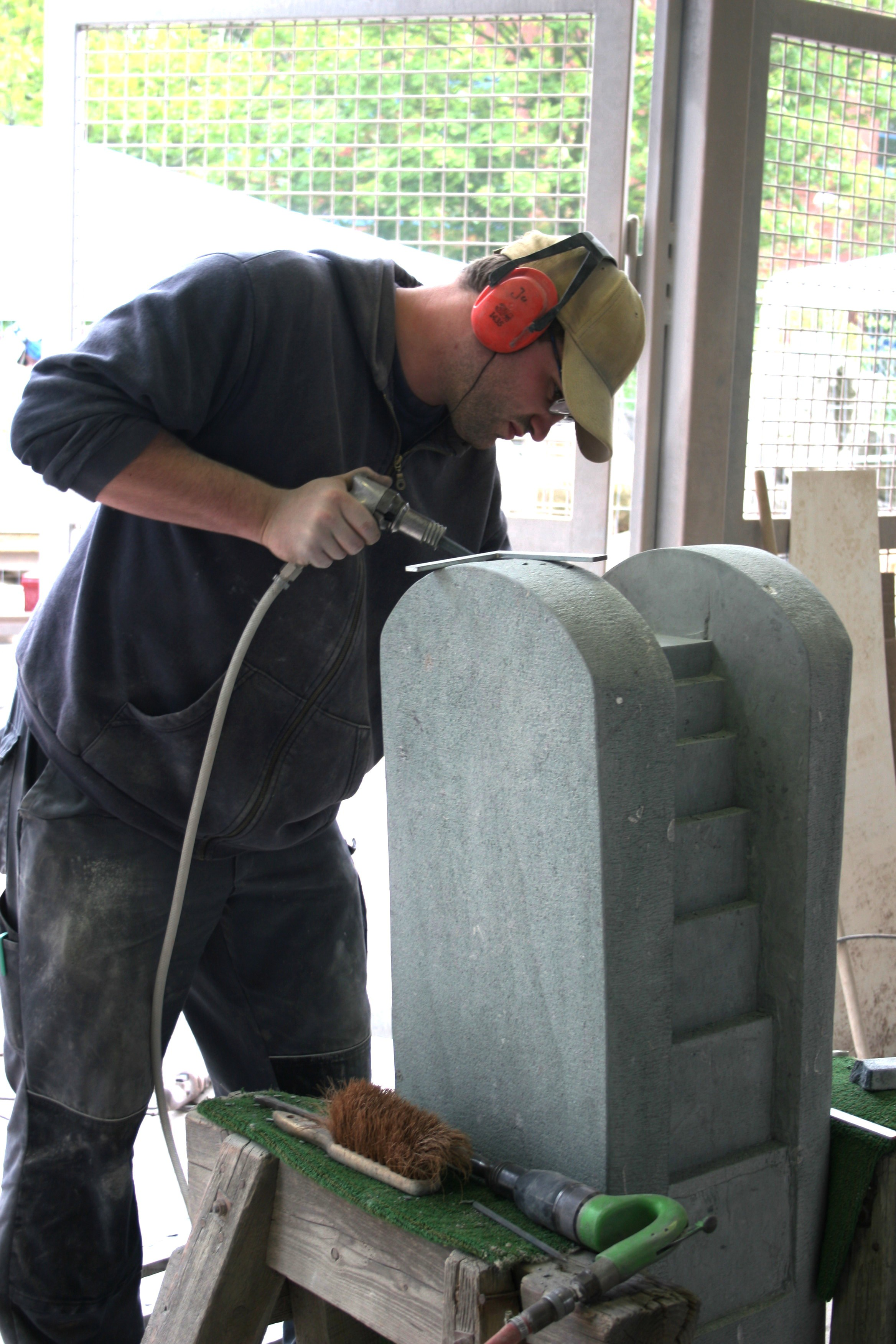
Een steenhouwer met pneumatisch gereedschap

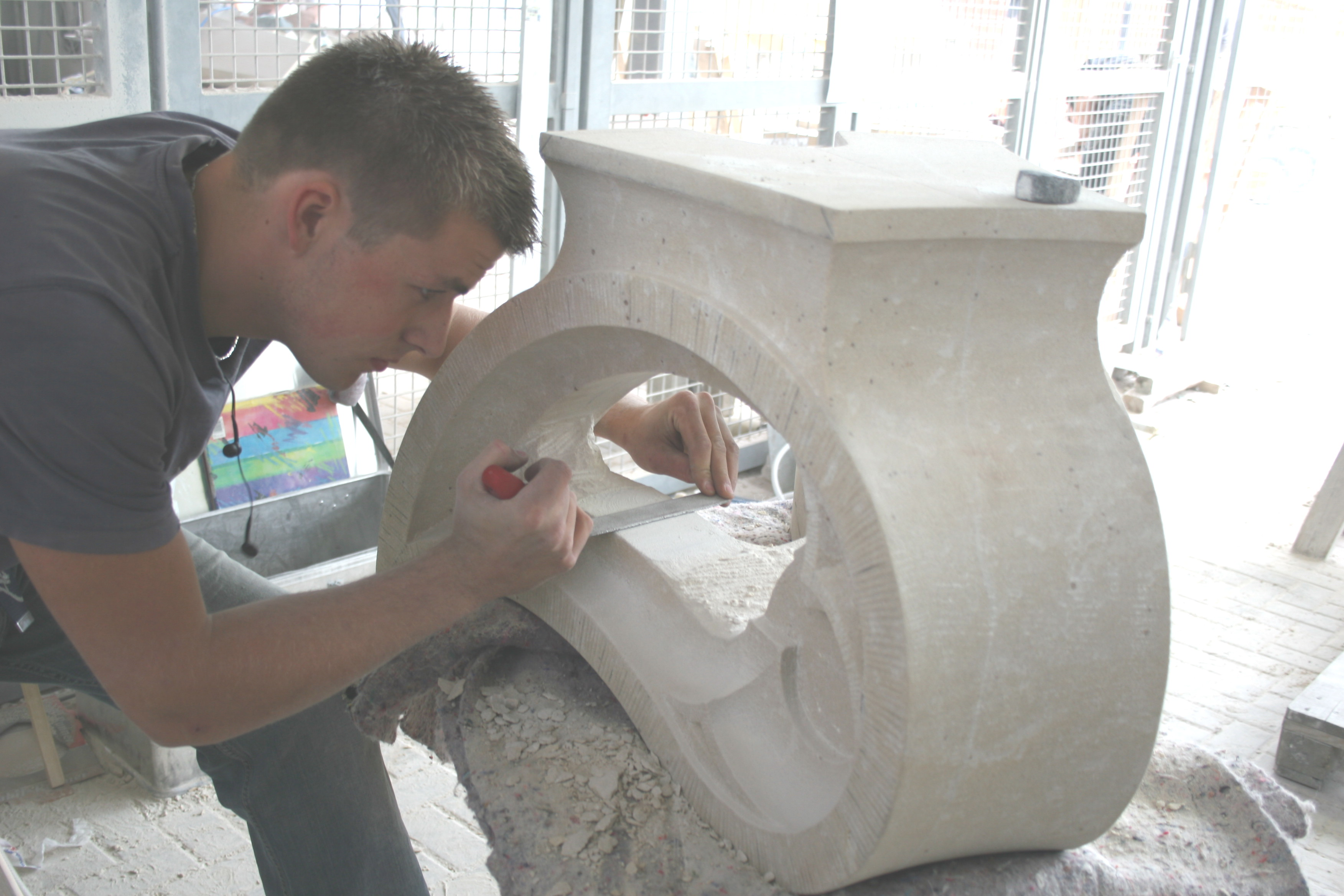
Een steenhouwer hakt een blok met visblaasmotief en driepas

- polijsten voor een zodanige bewerking van een gezoet oppervlak, dat een glad glanzend oppervlak wordt verkregen. Traditioneel werden diverse polijstmiddelen gebruikt, achtereenvolgens: amarilpoeder, tinas en loodschraapsel. De te polijsten steensoorten moeten wel een dichte en harde structuur hebben. Sinds de komst van de industriële diamant worden schuren, zoeten en polijsten voornamelijk uitgevoerd met materialen op basis van diamant. Deze drie bewerkingen zijn vaak ook verregaand gemechaniseerd.

Veel van bovenstaande bewerkingen worden nog maar weinig toegepast, vanwege het arbeidsintensieve karakter ervan. Scharreren, frijnen en boucharderen worden echter nog wel veel toegepast, met name bij restauratiewerk. Het meest voorkomend zijn het zagen, schuren, zoeten en polijsten.

### Restauratiesteenhouwer

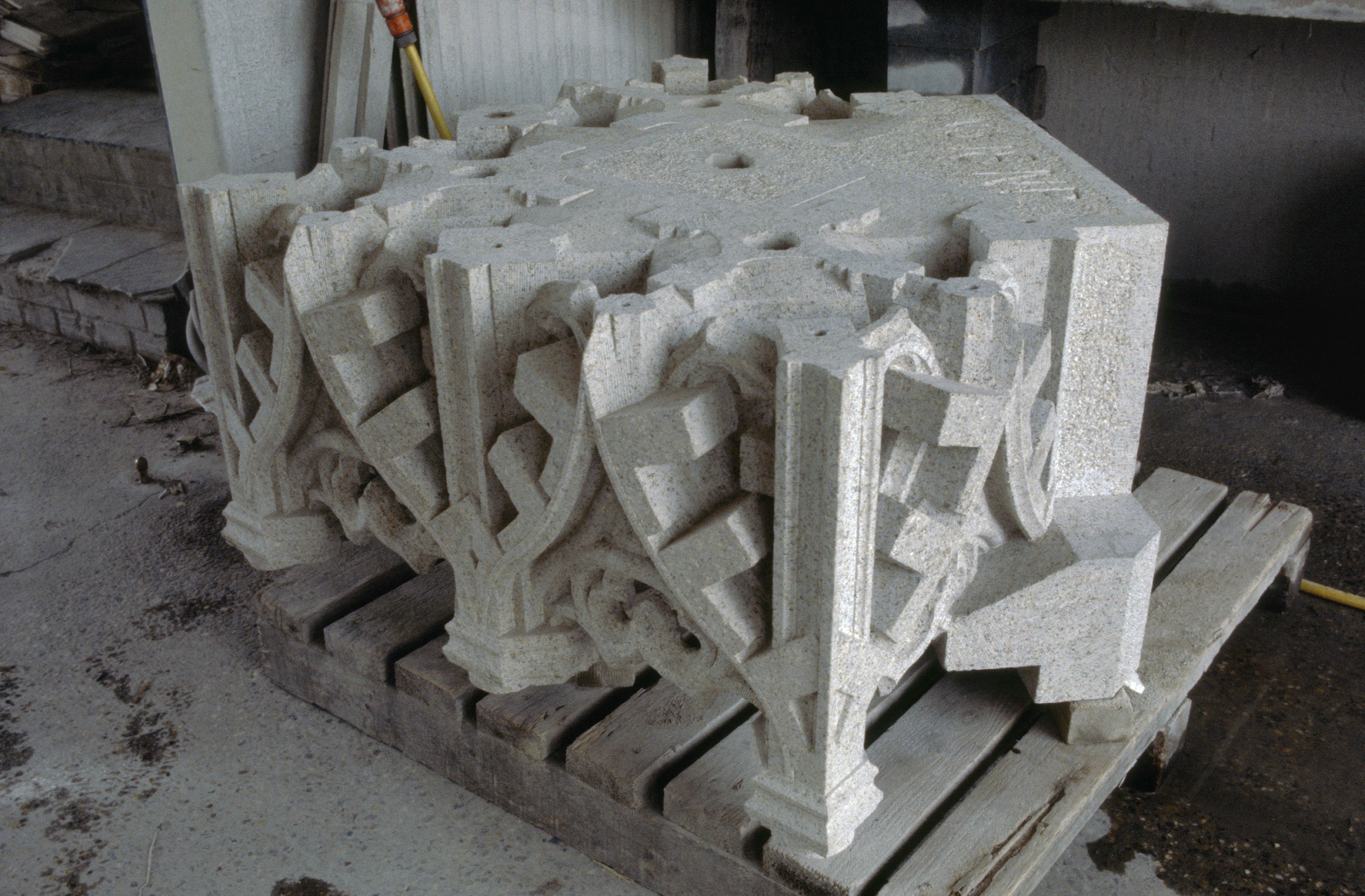
Een baldakijn in trachiet, werk van een restauratiesteenhouwer voor de Sint-Janskathedraal in 's-Hertogenbosch

Een restauratiesteenhouwer maakt werk dat bedoeld is voor de restauratie van gebouwen en andere monumenten. Dat kan zowel het repareren en herstellen ervan zijn, bijvoorbeeld met reparatiemortel, als het vervangen van beschadigde natuursteen door nieuwe steen. Omdat veel natuursteen in het verleden zeer rijk bewerkt is geweest, heeft een restauratiesteenhouwer een brede vakkennis en grote vaardigheid in het hakken. Het werk kan uiteenlopen van eenvoudige bewerkte blokken (parementwerk) tot gecompliceerd werk als baldakijnen, raamtraceringen, wimbergblokken en pinakels.
Waar er ornamentwerk aan deze stukken moet worden verricht, behoort dit tot het terrein van de restauratiebeeldhouwer, hoewel er ook wel vakmensen zijn die beide terreinen beheersen.

## Steller
De steen moet uiteindelijk ook toegepast worden. Omdat het plaatsen van natuursteen toch andere kennis vraagt dan het metselen van baksteen, wordt dit traditioneel ook door de steenhouwer uitgevoerd. De steenhouwer werd hierom in het verleden ook wel als metselaar betiteld, wat wel aanleiding tot verwarring heeft gegeven. De steller plaatst de blokken steen, zet ze vast met specie of mortel, verbindt blokken met krammen en doken en is meestal ook degene die ter plaatse herstelreparaties verricht met mortel.

## Opleiding
Met de intrede van de moderne apparatuur is er veel veranderd in de steenhouwerij, maar net als vroeger worden de meeste steenhouwers nog opgeleid in de werkplaats zelf. In Nederland en België zijn echter ook een paar plaatsen waar steenhouwers worden opgeleid en waar ze aanvullende kennis krijgen over steensoorten en toepassingen. De praktijkervaring blijft intussen nog altijd de beste leerschool.

## Steensoorten
Allerlei soorten steen worden door steenhouwers gebruikt, zowel stollingsgesteenten en afzettingsgesteenten als metamorfe gesteenten.

### Stollingsgesteenten

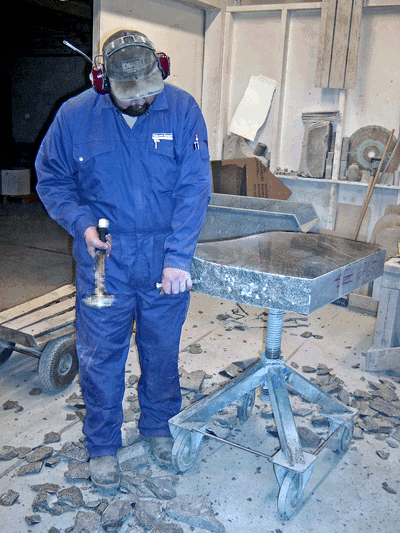
Een steenhouwer bewerkt een granieten grafsteen met een puntbeitel

Graniet is een van de hardste steensoorten, die met veel geduld bewerkt kan worden. Het is in het verleden veel gebruikt voor onder andere stoepranden en sluizen. Onbewerkt is het veel in dijken toegepast. Makkelijker te bewerken zijn de trachieten en basaltlava's. Vooral de Niedermendiger basaltlava is in Nederland wel toegepast voor o.a molenstenen.

### Afzettingsgesteenten
De gebruikte afzettingsgesteenten in Nederland zijn ruwweg te verdelen in de tuffen, zoals de Römer tufsteen en de Ettringer tufsteen, de kalkstenen en de zandstenen. Van de zandstenen zijn vooral de Bentheimer zandsteen en de Obernkirchener zandsteen toegepast, maar de kalkstenen zijn het meest gebruikt. Uit België kwamen zo de donkere kalkstenen blauwe hardsteen, Namense steen of Pierre de Vinalmont, de Doornikse steen, en de lichtere Gobertange en Ledesteen. Uit Frankrijk kwamen vele soorten kalksteen, bijvoorbeeld Euville, Vaurion en Anstrude, uit Duitsland onder andere de Baumberger kalksteen en uit Zuid-Engeland Portlandsteen. Vooral hardsteen werd en wordt veel toegepast voor grafstenen en voor dorpels en neuten. Omdat elke hakfout in dergelijke steen zich onmiddellijk verraadt, noemen steenhouwers dit soort steen ook wel een 'schuldige steen'.

### Metamorfe gesteenten
Van de metamorfe gesteenten zijn vooral de verschillende soorten marmer bekend, zoals Carrara, Arabescato en het Belgisch zwart marmer en rood marmer. Ook kwartsiet, gneis en leisteen zijn metamorfe gesteenten, al wordt de laatste vooral als dakbedekking gebruikt. Ten slotte is een enkele keer albast gebruikt voor binnentoepassingen en wordt het Italiaanse serpentino (niet te verwarren met serpentijnsteen uit Zimbabwe) vaak gebruikt om zijn (voor natuursteen) grote treksterkte, bijvoorbeeld om aanrechtbladen te versterken of voor vrijdragende traptreden.

## Gereedschap

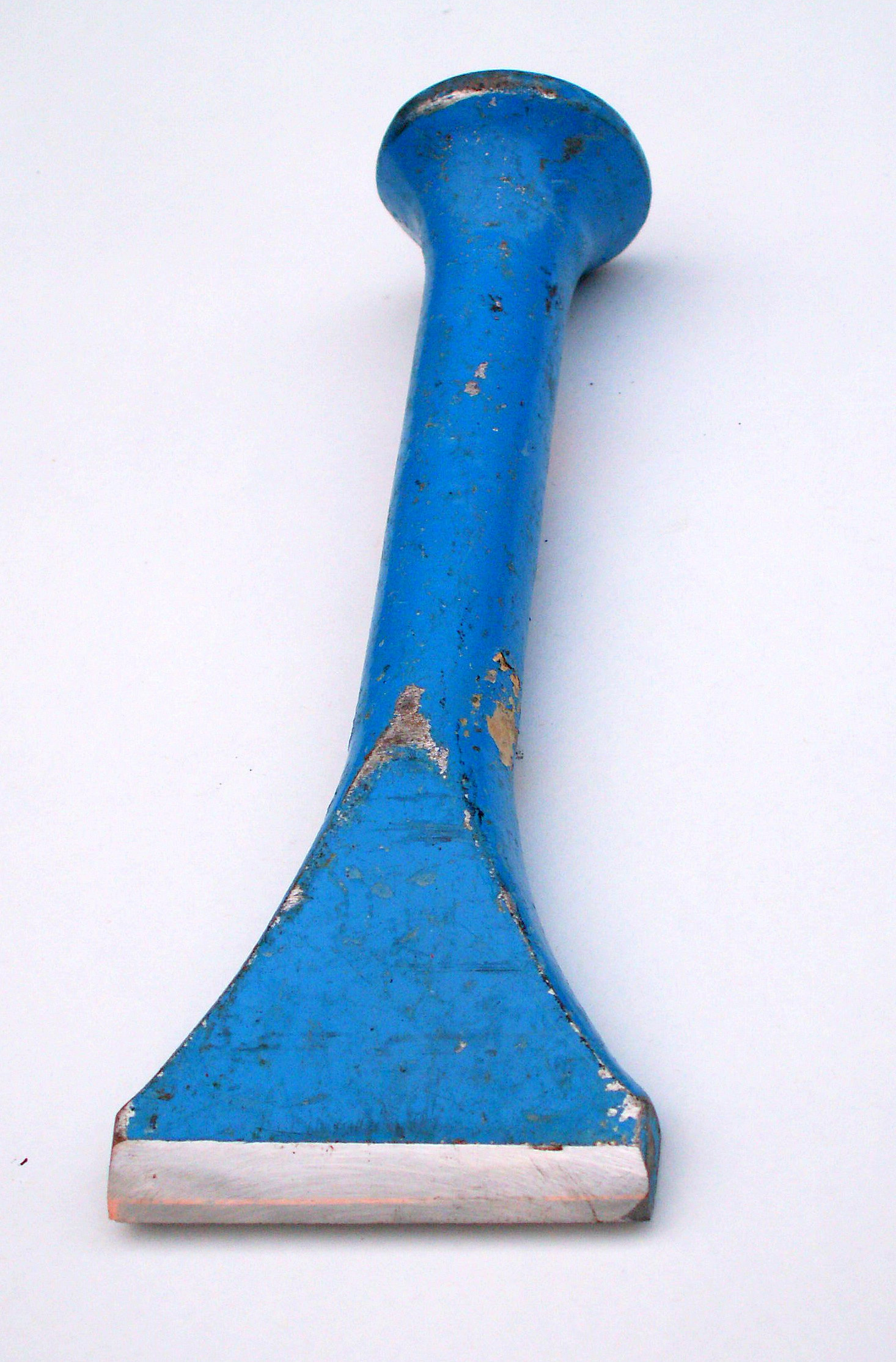
Een ceseel met Widia-snijvlak en klopperkop

Veel van de gereedschappen die vroeger door steenhouwers gebruikt werden, zoals de steenhouwersbijl, de vlecht, de grendel en de dissel worden tegenwoordig niet meer gebruikt omdat deze verdrongen zijn door machinaal gereedschap, met name de diamantzaag. Veel van de oude typen steenbeitels bestaan echter nog wel en worden nog veel gebruikt. Specifiek gereedschap voor de bewerking van mergel, zoals de mergelkam, wordt weinig gebruikt, evenmin als de typisch Franse beitels voor zachte kalksteen met een houten hecht.
Hoewel de moderne techniek haar intrede heeft gedaan, blijft in de traditionele steenhouwerij een zeer groot deel van het werk handwerk, al dan niet met elektrische of pneumatische hulpmiddelen.

### Handgereedschap
Sommige werkzaamheden zoals frijnen en scharreren zullen handwerk blijven, vandaar dat het ceseel, de klopper, de fleshamer en het bordijzer waarschijnlijk voorlopig niet uit de steenhouwerij zullen verdwijnen. Gereedschappen zoals de letterhamer, letterbeitel, de bouchardbeitel of -hamer worden geleidelijk steeds meer verdrongen door pneumatisch aangedreven versies. Passer, kraspen, winkelhaak, zweihaak en rei blijven evenwel in gebruik.

### Pneumatisch gereedschap

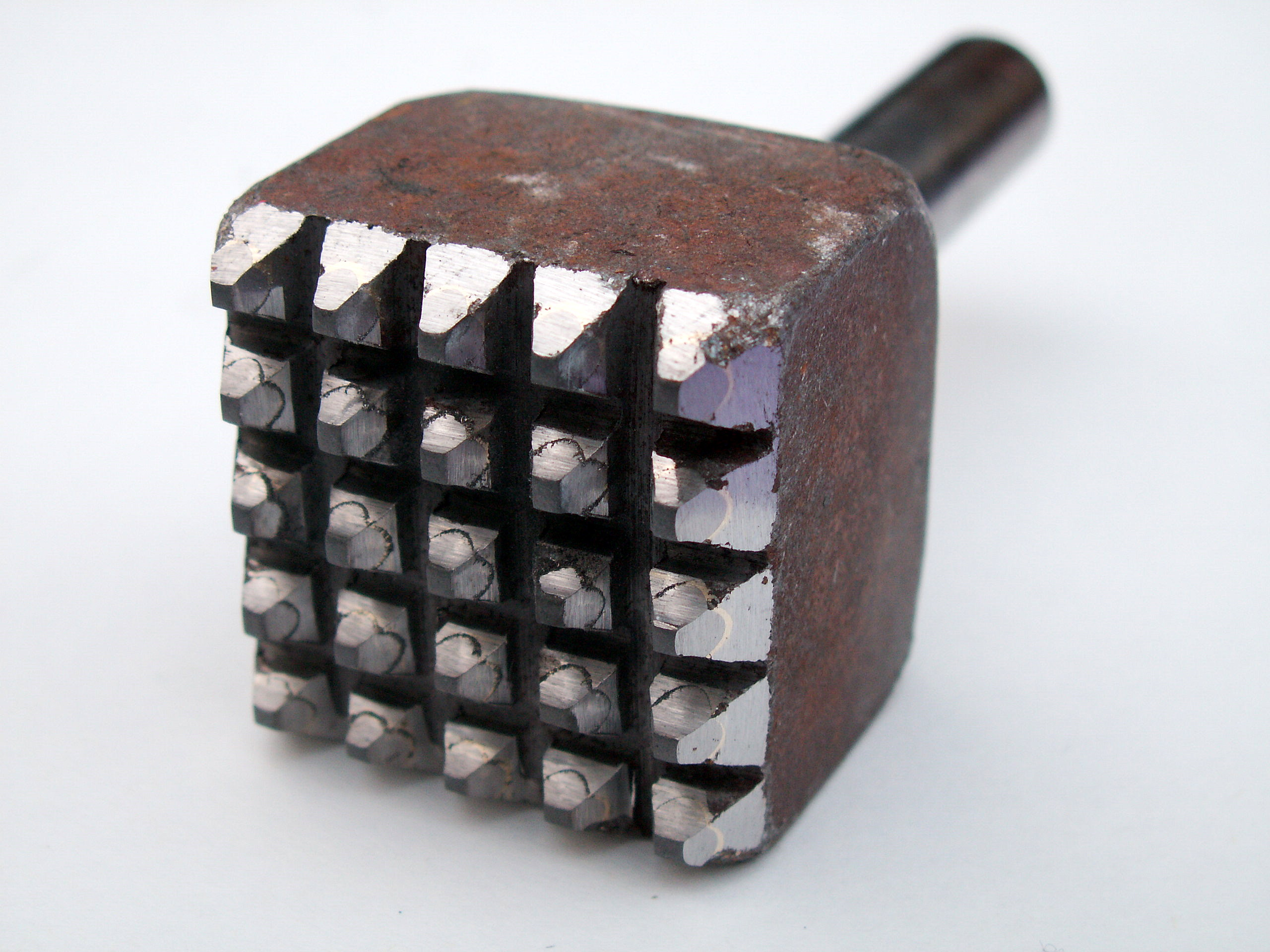
Een bouchardbeitel voor een pneumatische hamer, met tanden van Widia

Waar vroeger de beitel uitsluitend met een in de hand gehouden hamer werd aangedreven, is dat nu grotendeels overgenomen door de pneumatische hamer. Deze zijn er in verschillende uitvoeringen, van licht tot zwaar, en zijn onder te verdelen in hamers met ingebouwd regelventiel, vaak met pistoolgreep, en hamers zonder ingebouwd ventiel, de zogenaamde stifthamers; respectievelijk het 'Duitse type' en het 'Italiaanse type' genoemd. Niet alleen hamers maar ook allerlei soorten slijpgereedschap kunnen pneumatisch worden aangedreven. De oude handbeitels hebben vrijwel allemaal een pneumatisch aangedreven variant gekregen, en zijn daarbij meestal voorzien van een snijvlak van Widia.

### Elektrisch gereedschap
Net als in de houtbewerking heeft ook in de steenhouwerij het elektrisch gereedschap zijn plaats veroverd. Het meest gebruikt hiervan is wel de haakse slijper met diamantzaagblad. Verder zijn er vele elektrisch aangedreven schuur- en slijpmachines die door steenhouwers en natuursteenbedrijven worden gebruikt. Ook het transport van steen is door elektrische takels en andere hijsgereedschappen vergemakkelijkt.

Het belangrijkste hulpmiddel is wel de elektrische zaagmachine, die de steenhouwer veel werk bespaart door de ruwe steen haaks en zuiver voor te zagen.

### Overig gereedschap
Eveneens vanwege de intrede van de zaagmachine zijn oude gereedschappen als de kloofbeitel en stalen wiggen in onbruik geraakt. Door de komst van modern hijsgereedschap worden ook de wolf en de steenschaar nauwelijks meer gebruikt. Voor het stellen van natuursteen wordt nog steeds gebruikgemaakt van dezelfde troffels, wiggen en voegspijkers als voorheen, die ook door metselaars gebruikt worden.

## Voormalige steenhouwers
Enkele bekende steenbeeldhouwers die hun loopbaan hebben aangevangen als steenhouwer zijn:
- Herbert Baumann
- Emil Cimiotti
- Patrick Crombé
- Alfons De Cuyper
- Eugène Dodeigne
- Emilio Greco
- Waldemar Grzimek
- Karl Hartung
- Werner Heyndrickx
- Clement Jonckheer
- Joseph Mendes da Costa
- Erich Reischke
- Erich Fritz Reuter
- Peter Rübsam
- Ulrich Rückriem
- Ernest Salu
- Robert Van de Velde

## Fotogalerij

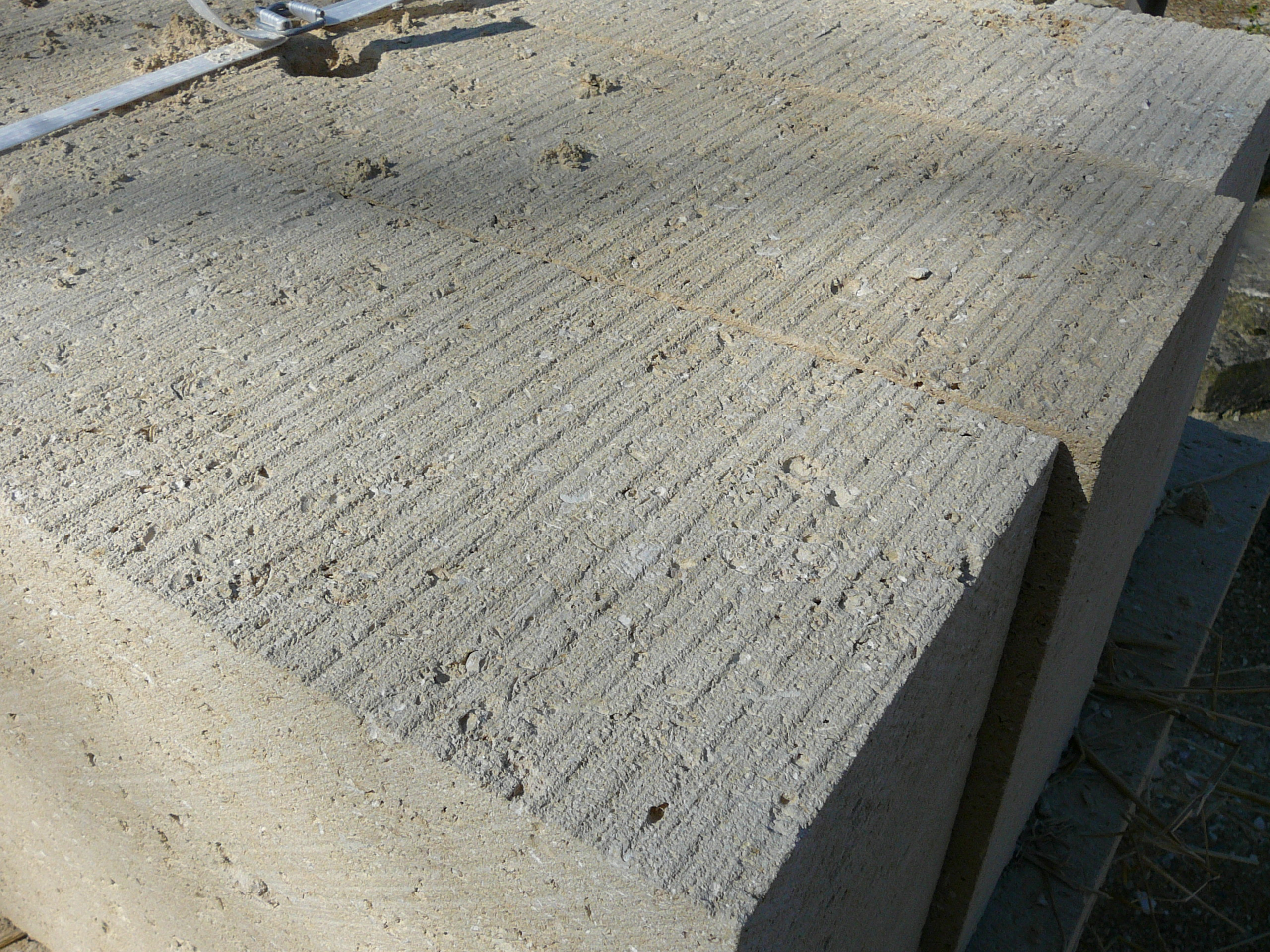
Ruw voorgezaagde blokken kalksteen
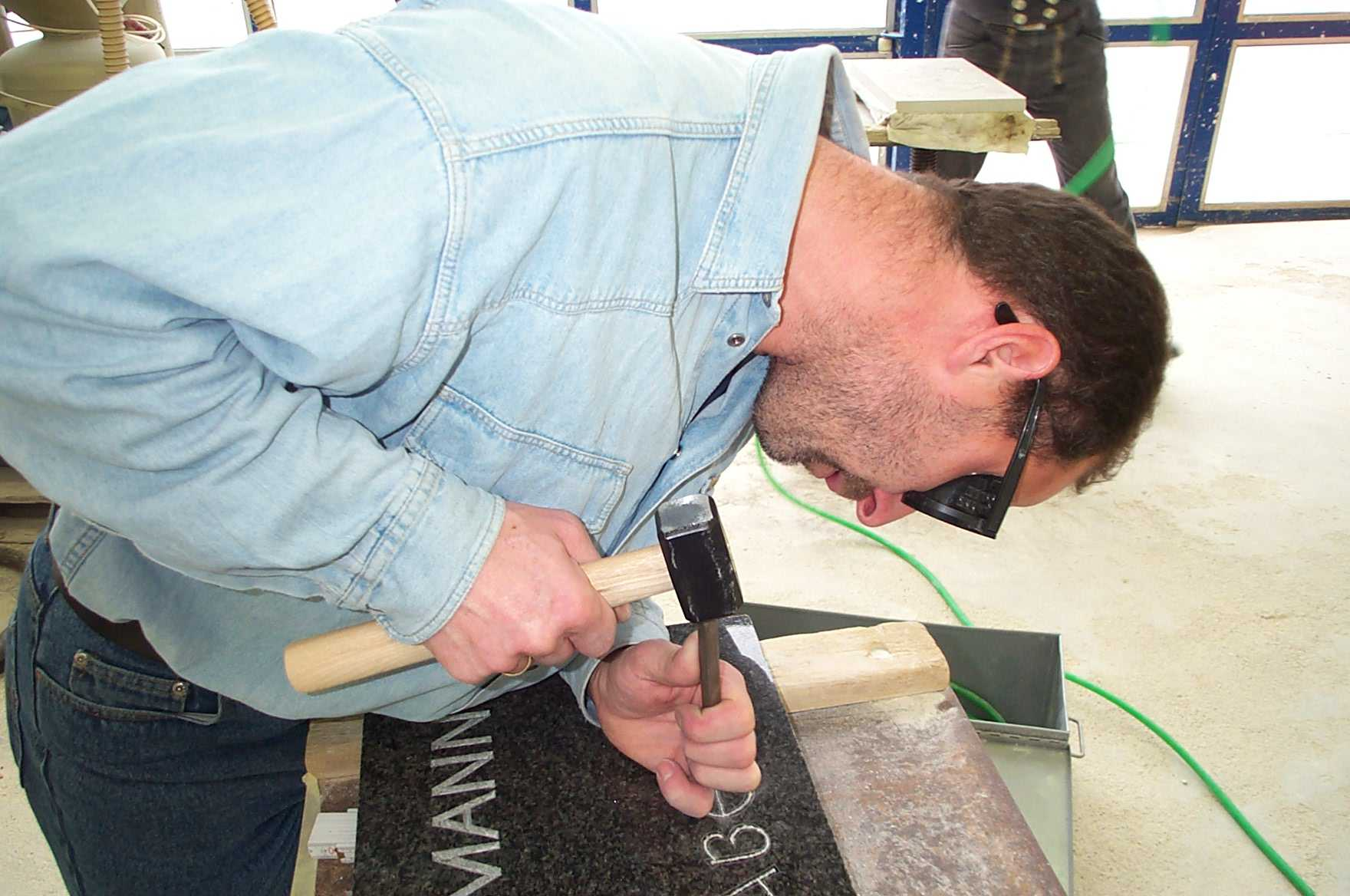
Letterhakken
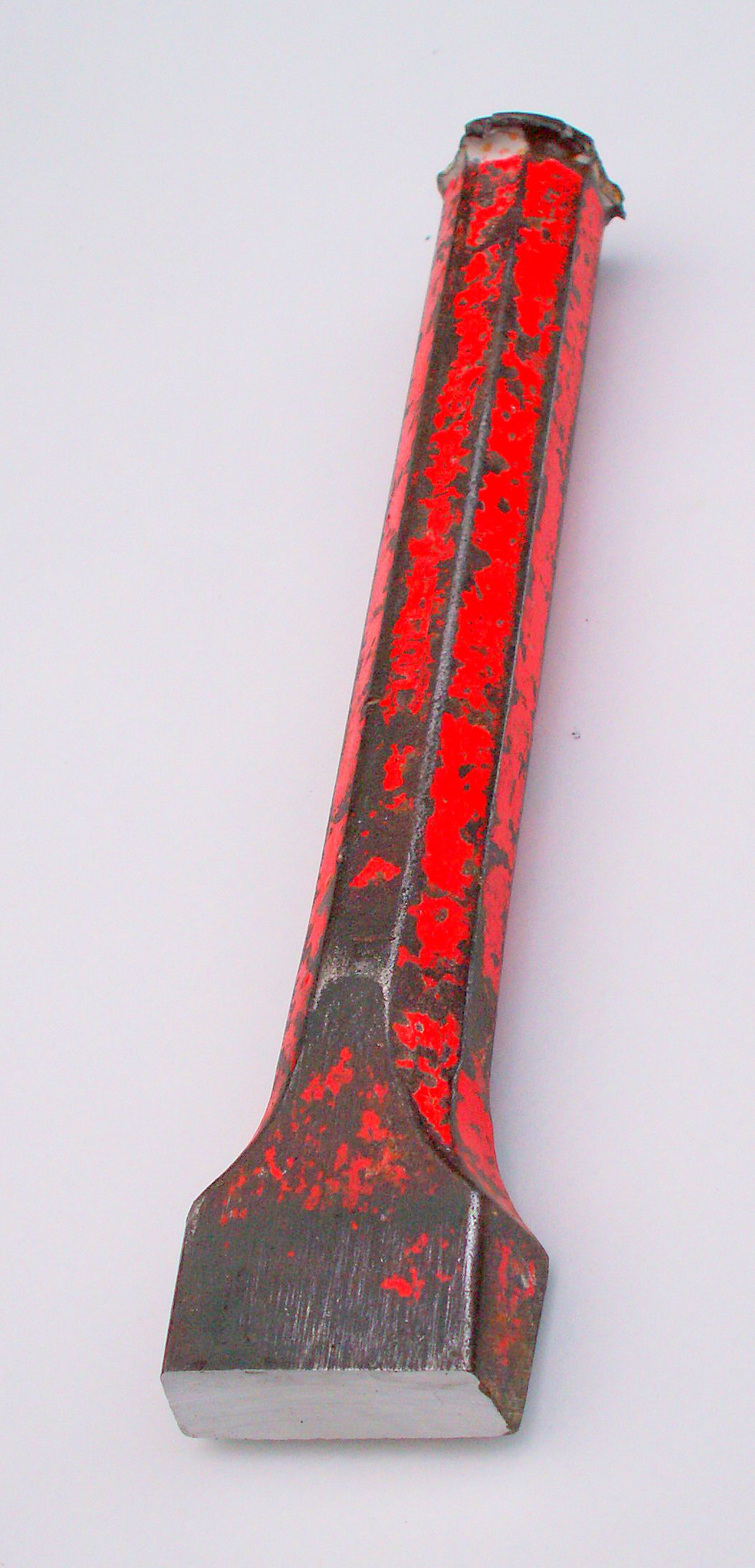
Een jop om grote schollen steen mee te verwijderen
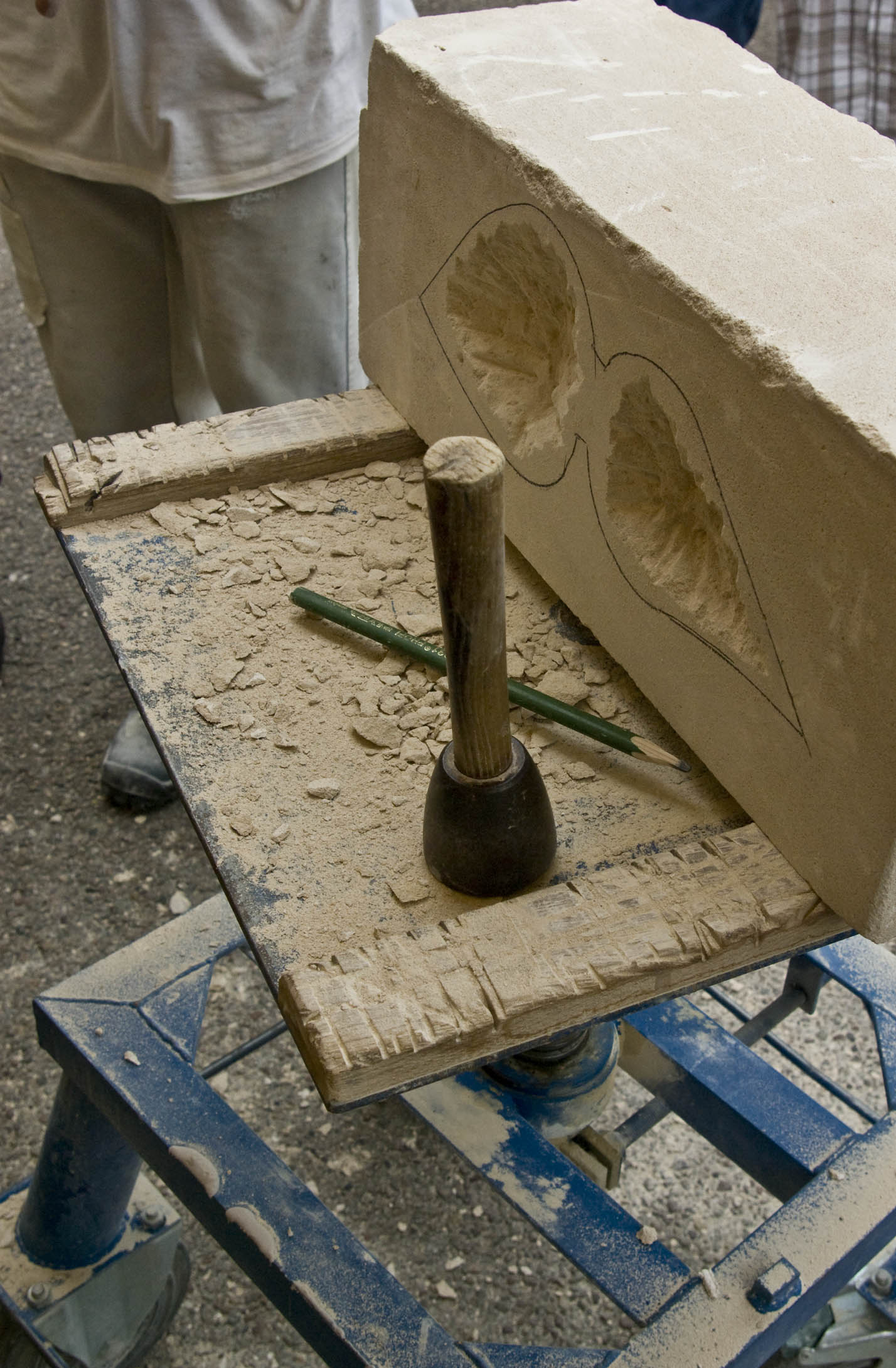
Een steenhouwersbok met werkstuk
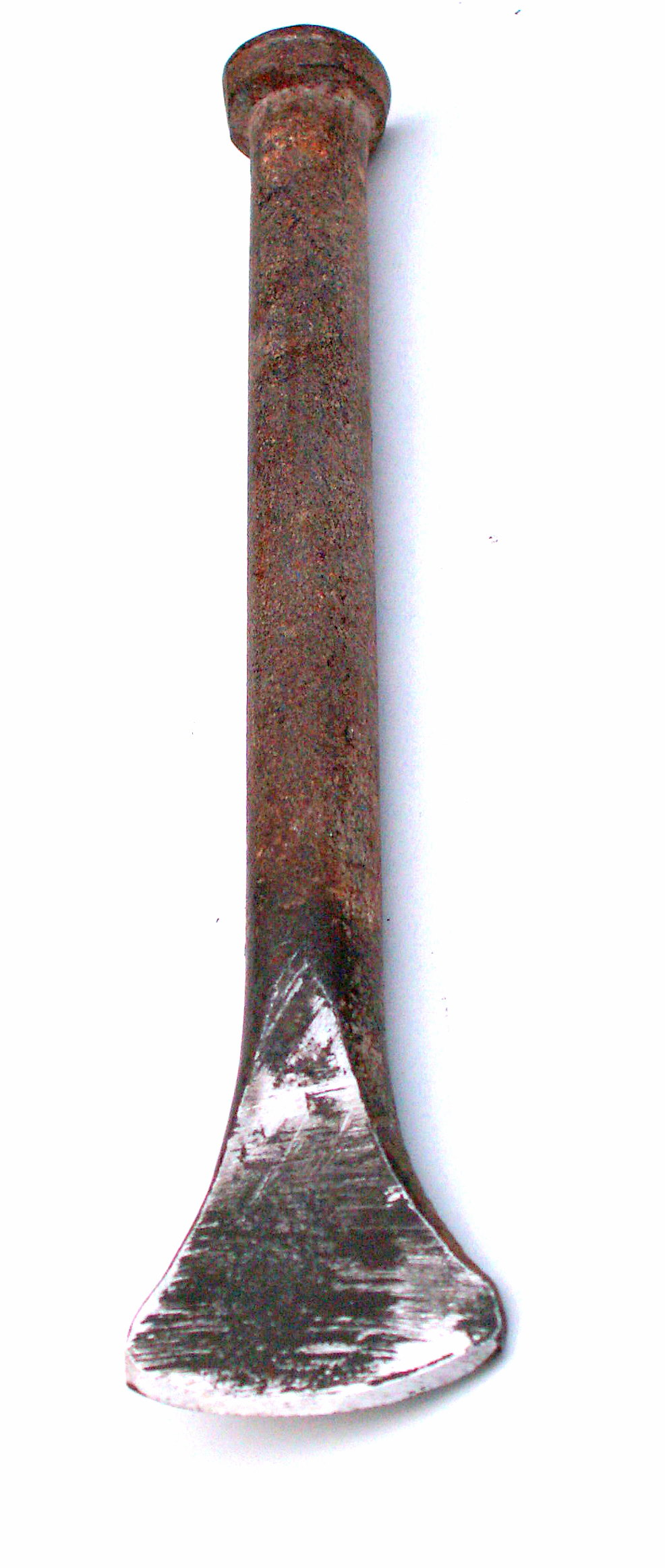
Een rondeel met klopperkop
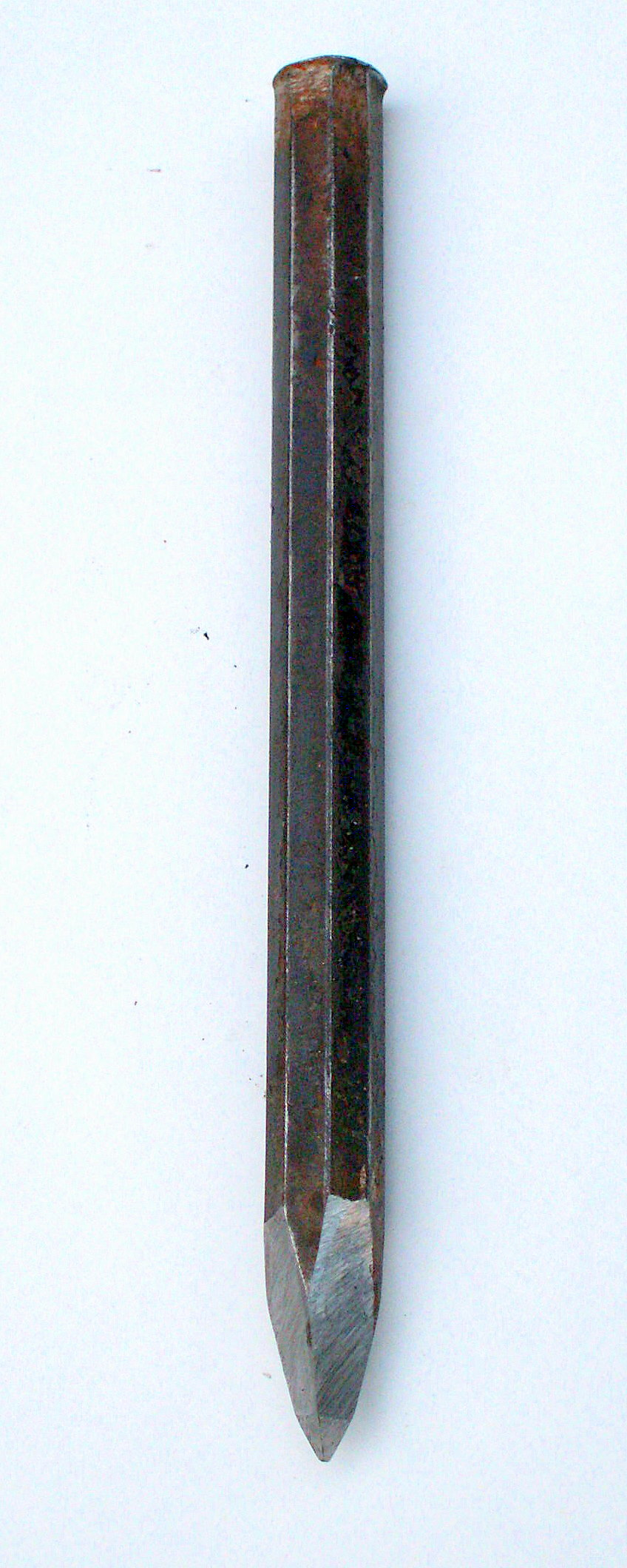
Een spitsijzer of puntbeitel
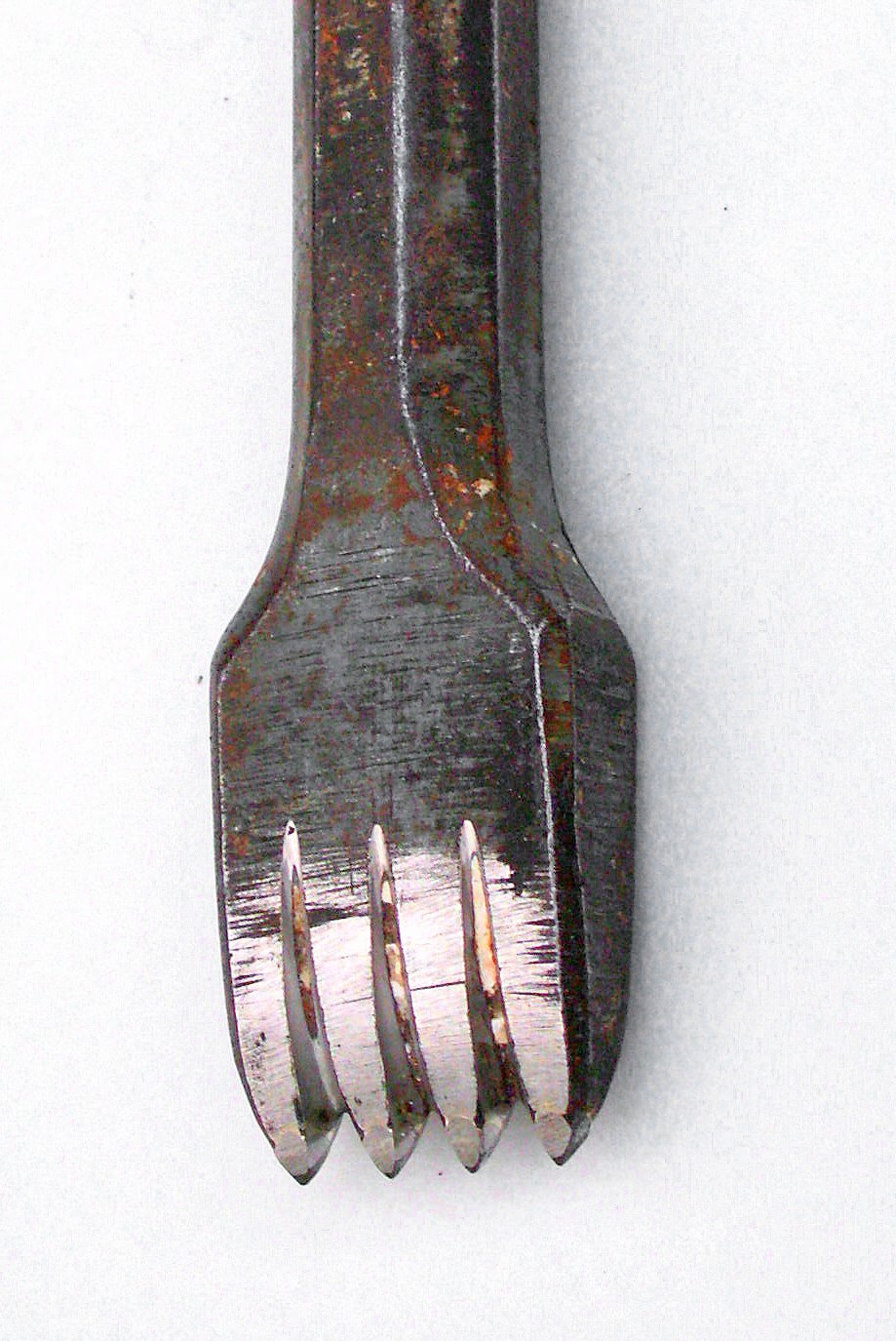
Een tandijzer met tanden van Widia
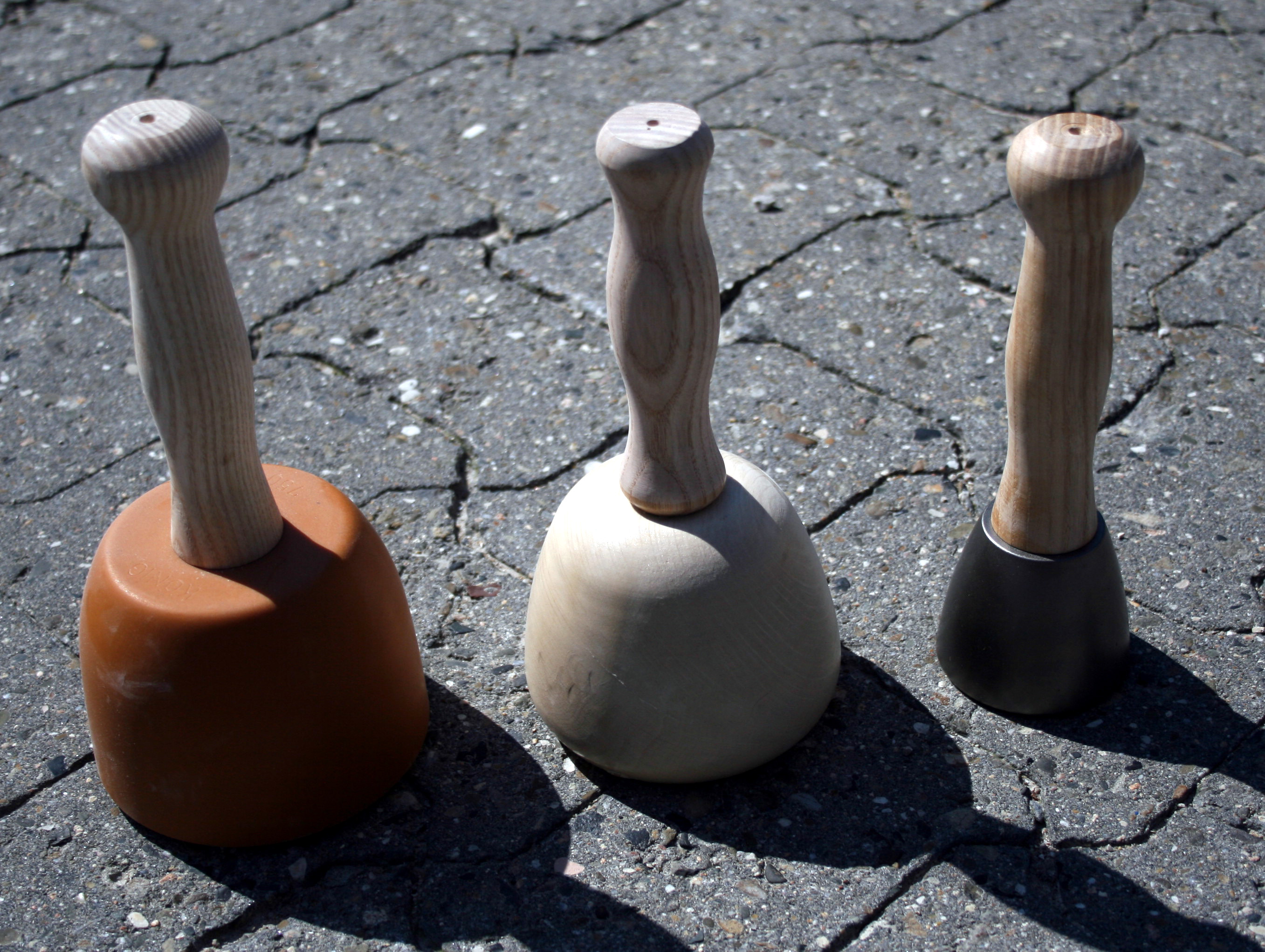
Een kunststof klopper; een van beukenhout en een letterhamer
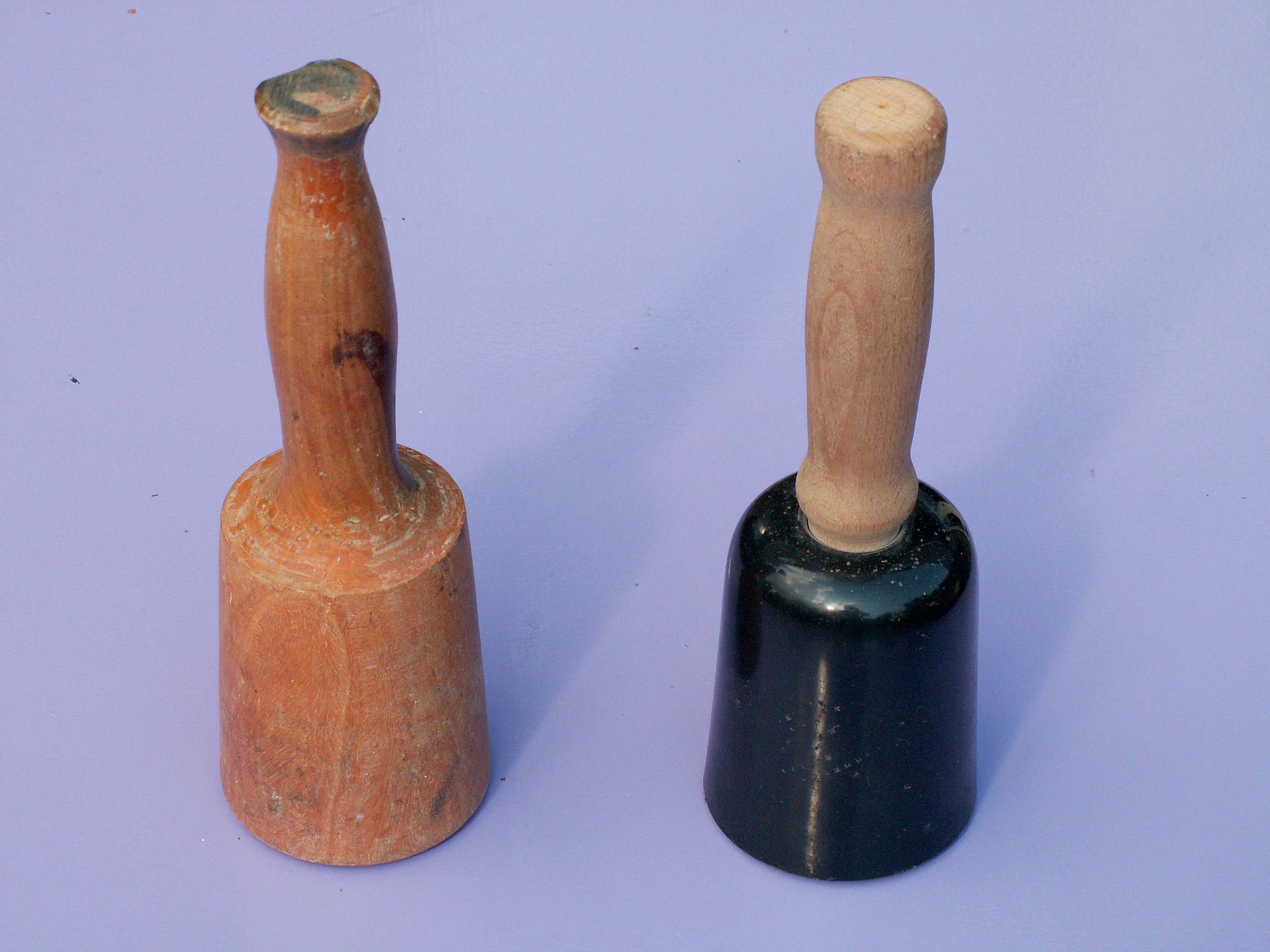
Twee fleshamers; een van beukenhout en een met kunststof kop en houten steel
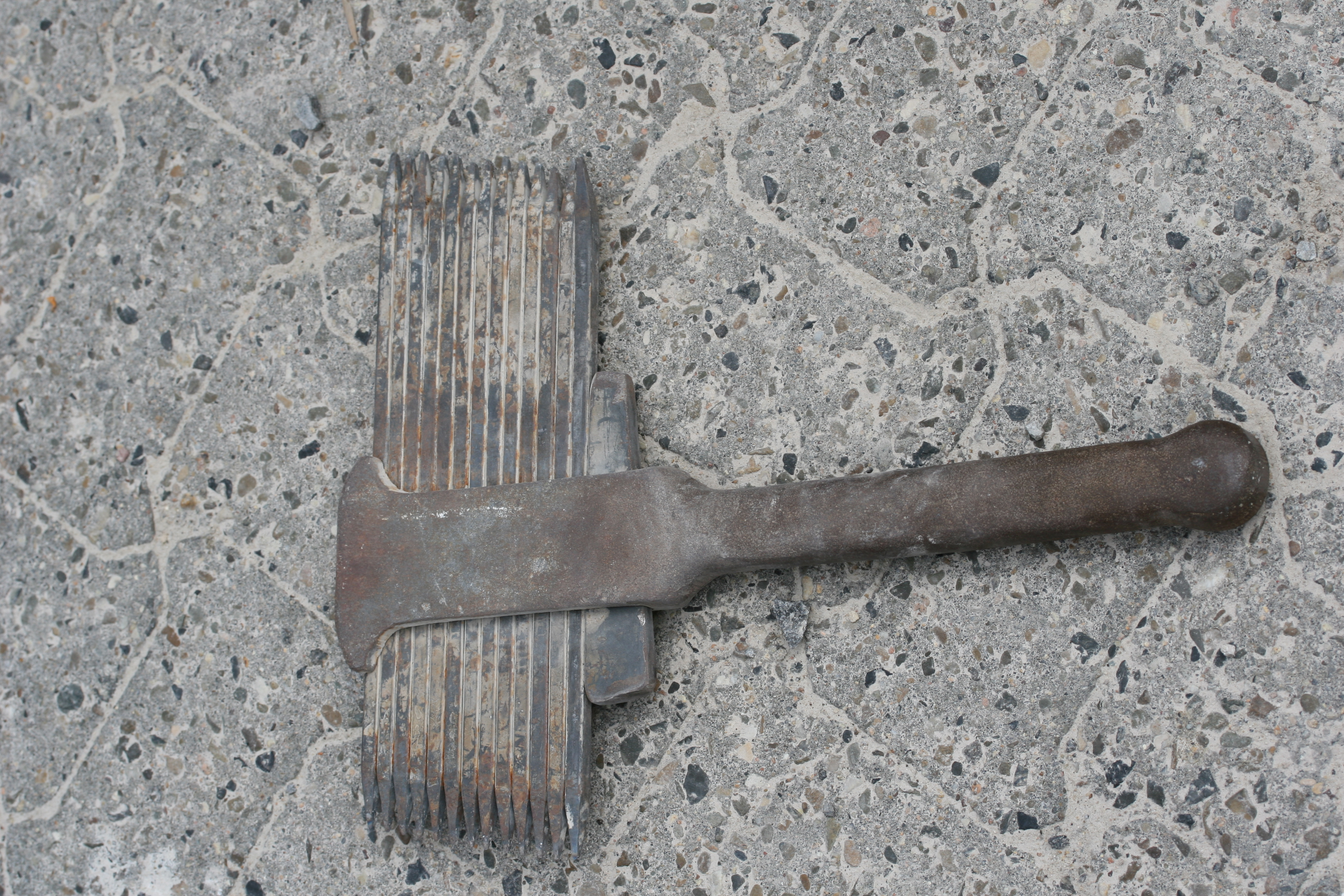
Een grendel
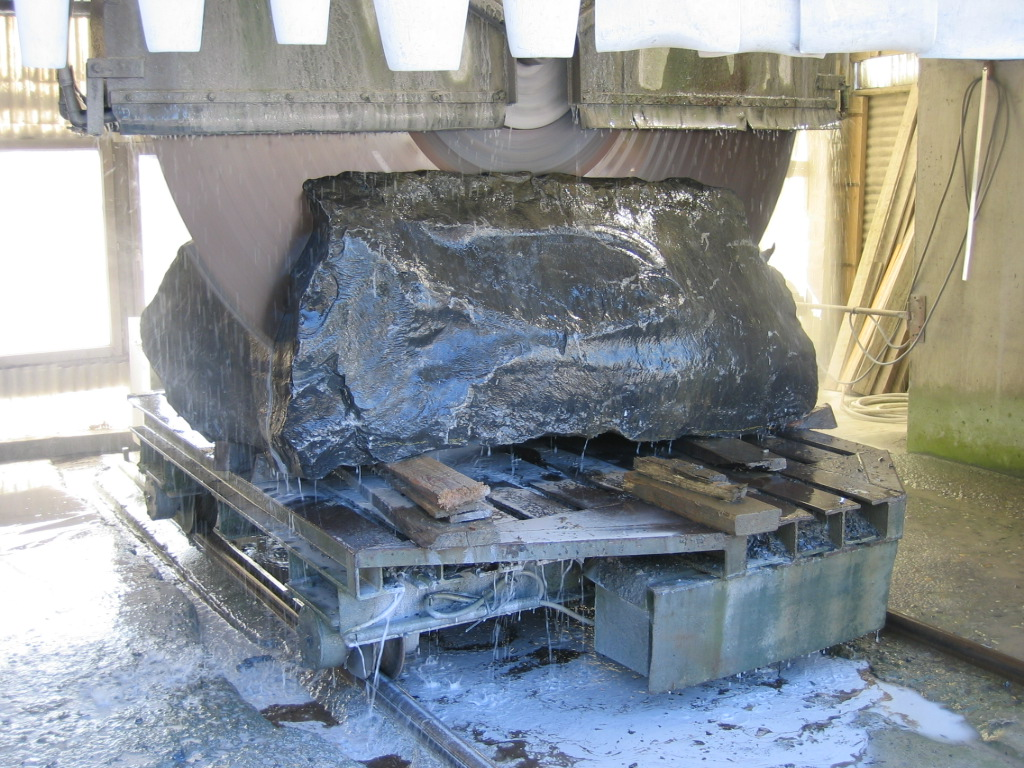
Een cirkelzaag met diamant zaagt Belgisch hardsteen
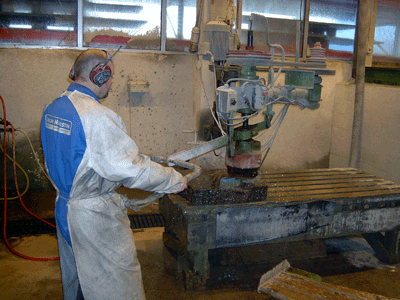
Polijsten met een zgn wandarm
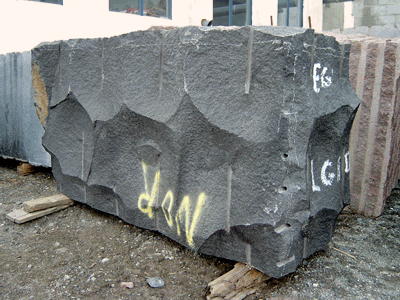
Een gekloofd stuk graniet
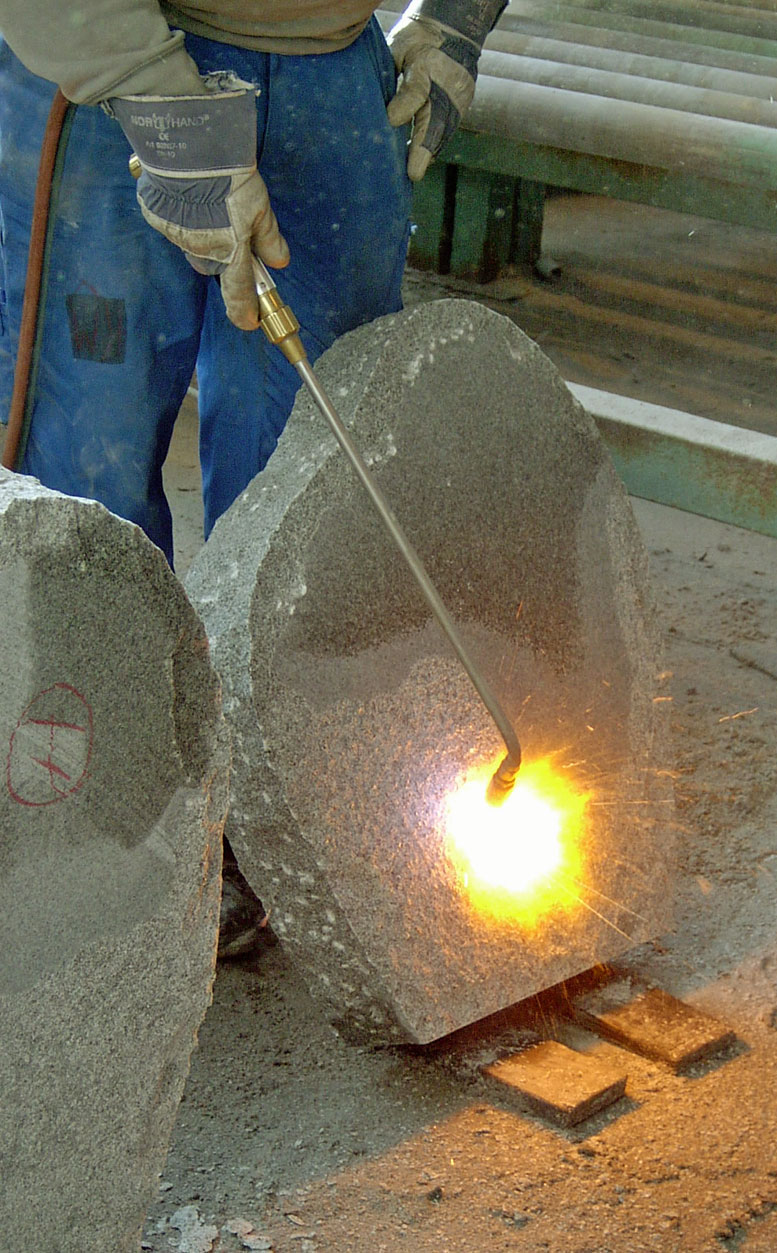
'Vlammen': bewerken van natuursteen met acetyleenbrander
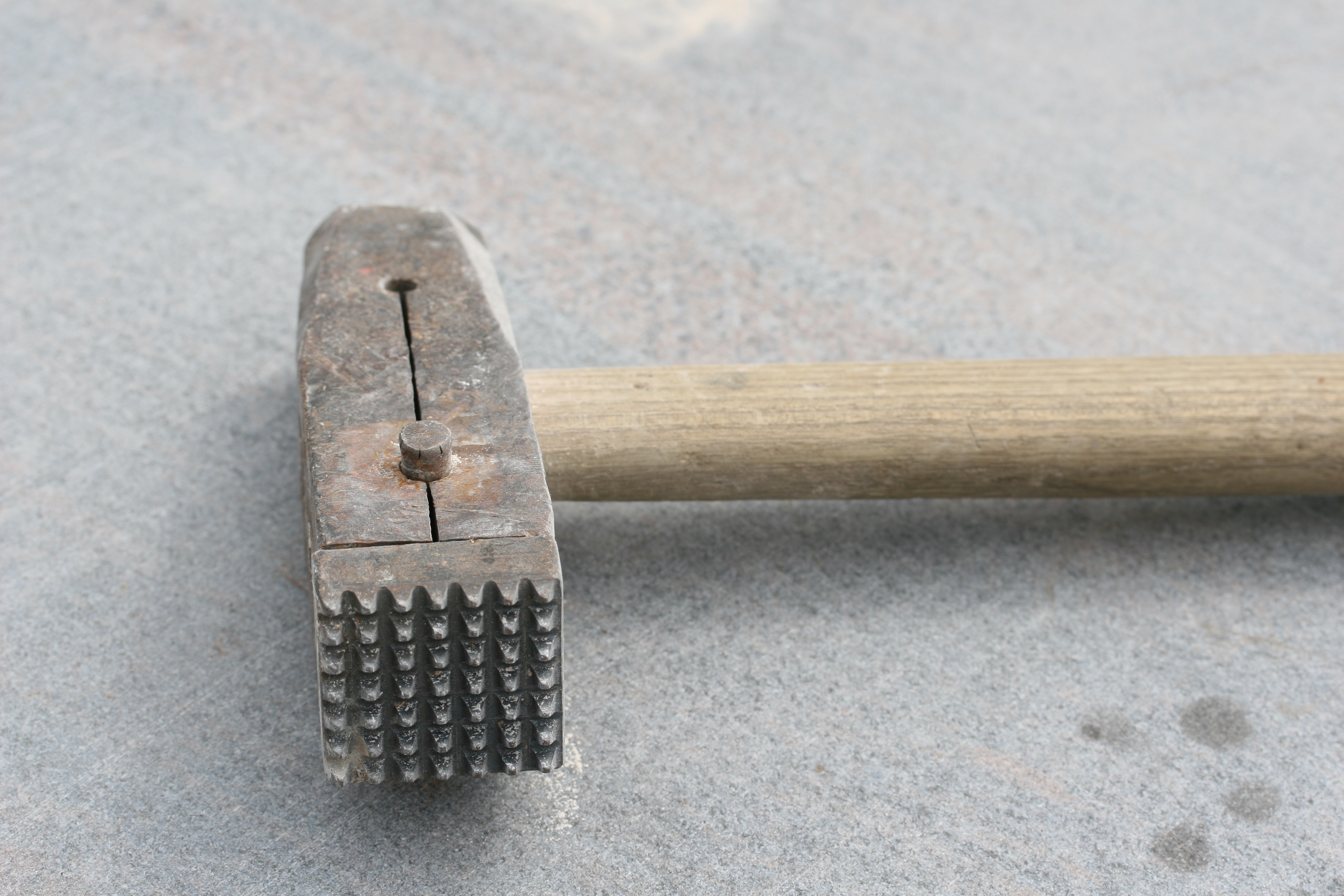
Een bouchardhamer
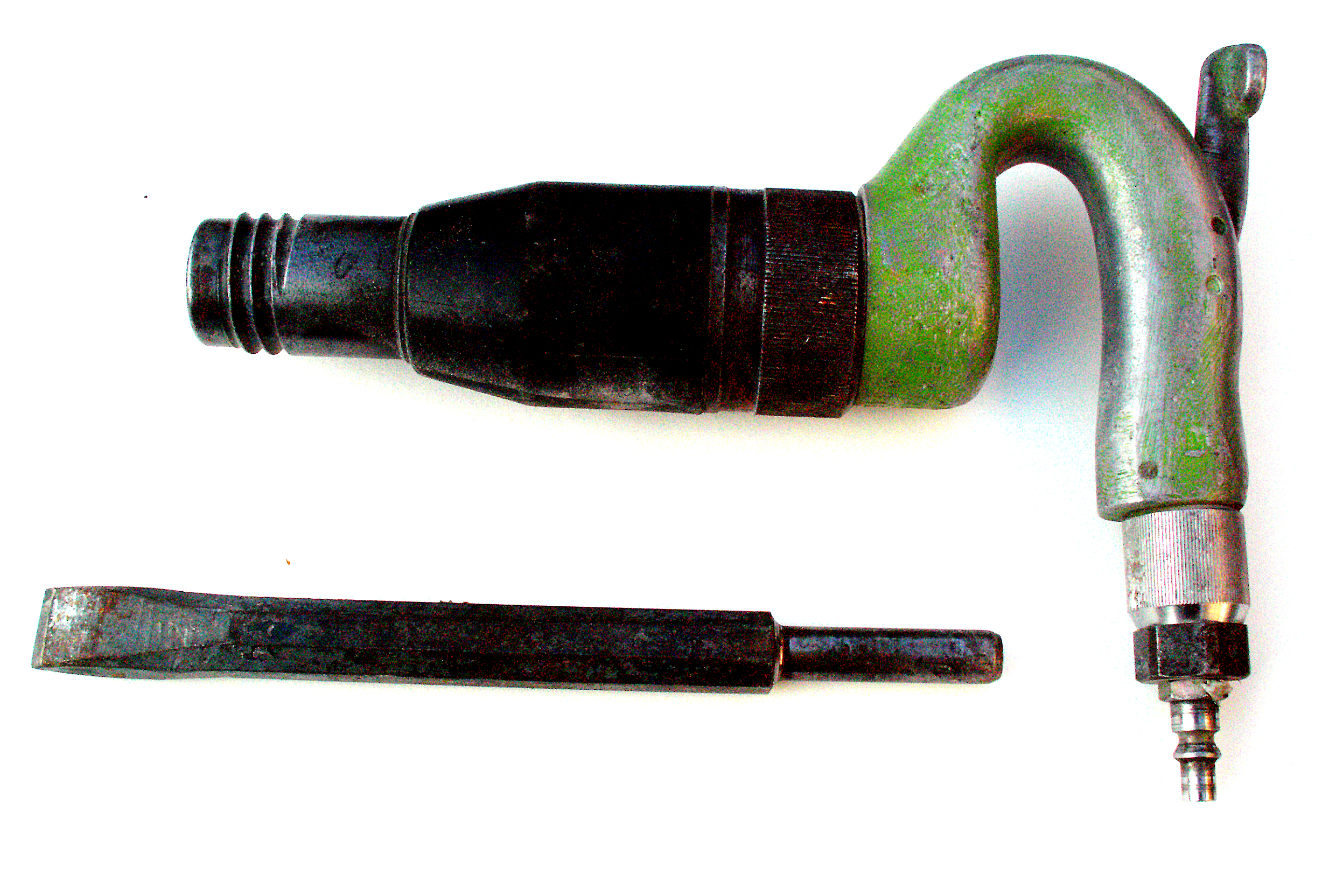
Een zware pneumatische hamer met beitel
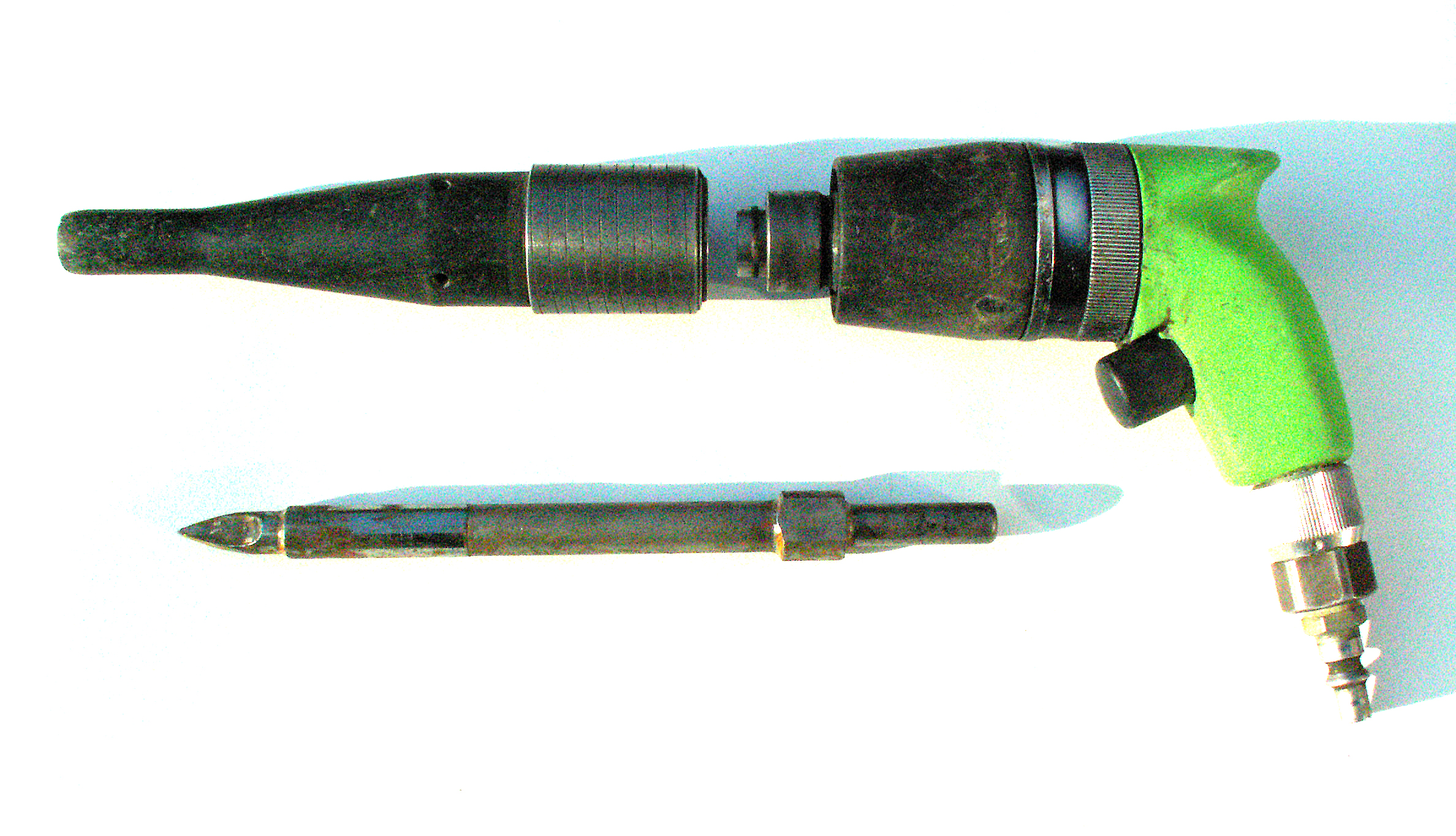
Een pneumatische hamer van het pistooltype
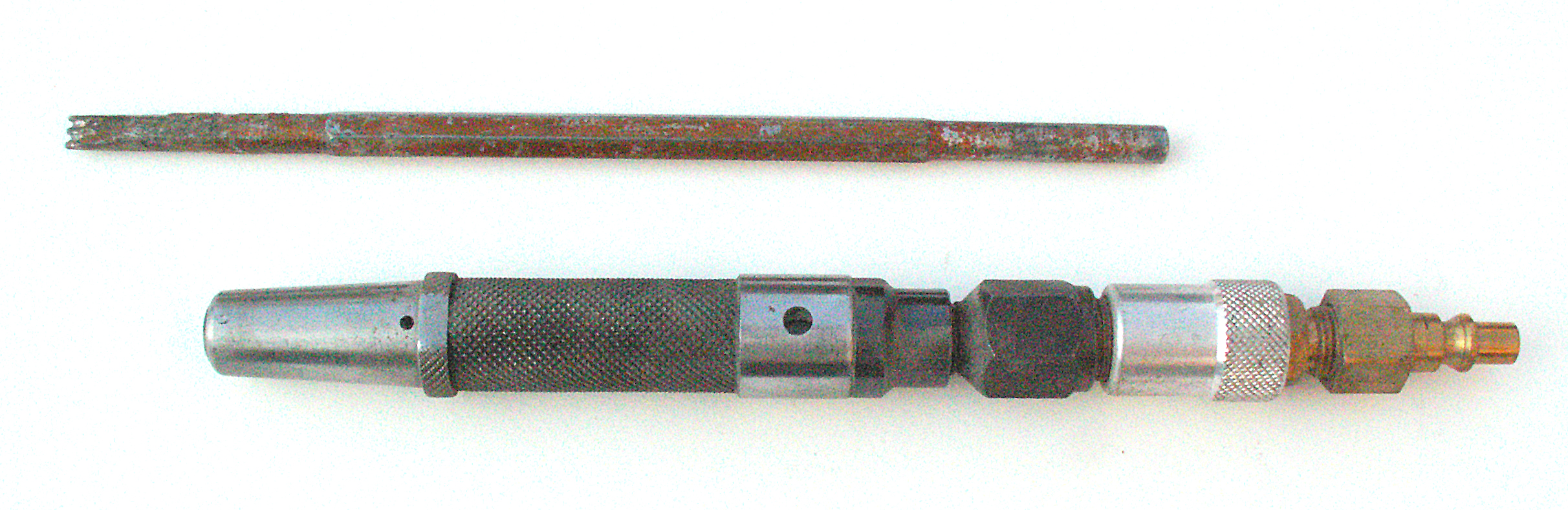
Een kleine stifthamer, Italiaans model
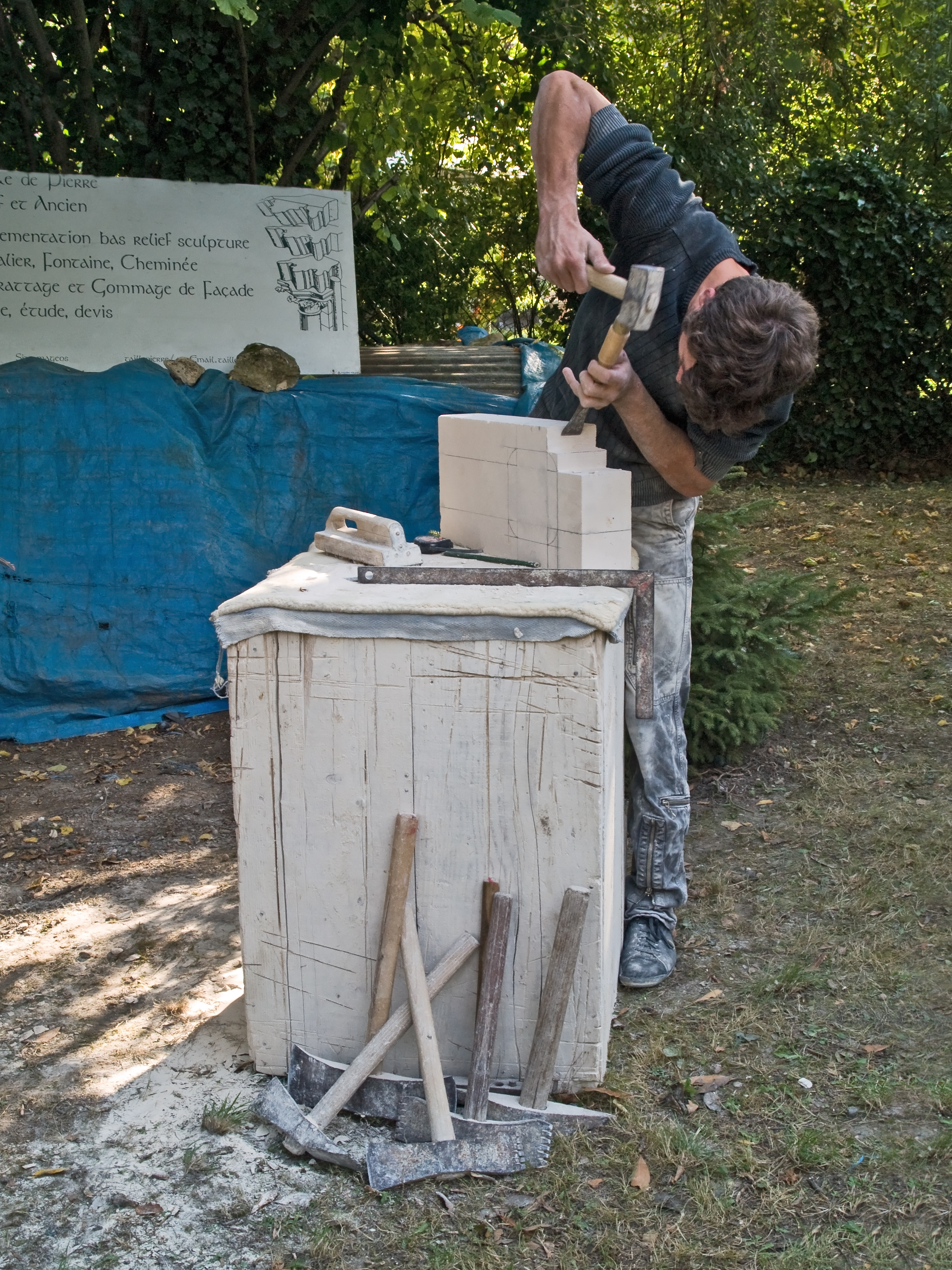
Steenhouwer en gereedschap
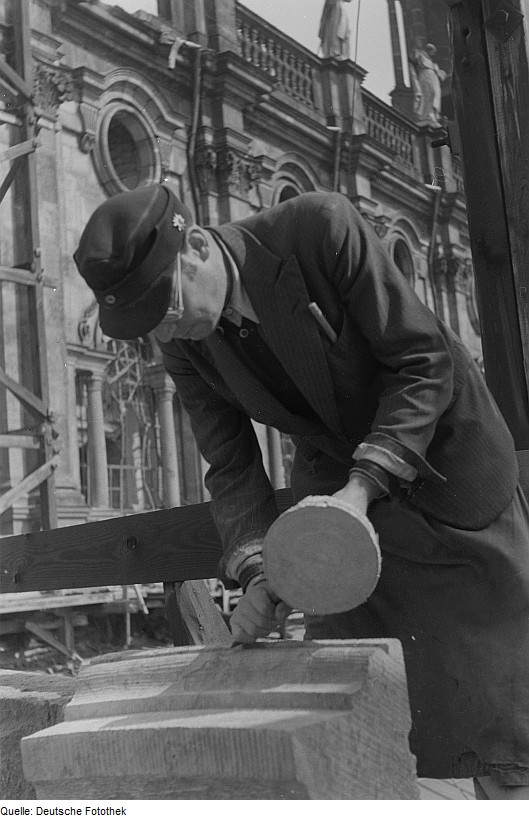
Een linkshandige steenhouwer frijnt een onderdeel van een spitsboog